# Museo de Bellas Artes y Arqueología de Besanzón
El museo de Bellas Artes y de Arqueología (en francés: musée des Beaux-Arts et d'Archéologie), en Besanzón, es uno de los más antiguos museos públicos  de Francia, etiquetado como «Musée de France». Fue creado en 1694, casi un siglo antes del museo del Louvre.

## Origen de las colecciones
Las colecciones del museo son esencialmente el resultado de cuatro donaciones principales. El abad Boisot legó en 1694 su colección (manuscritos, libros impresos, medallas, once pinturas y cuatro bustos provenientes de la familia Granvela:  Nicolas Perrenot de Granvelle  y su hijo  Antoine Perrenot de Granvelle) a su convento benedictino de la ciudad (Saint-Vincent), con la condición de que esas colecciones fueran accesibles al público dos veces por semana.   
Esta colección se convirtió así en el museo público más antiguo de Francia (casi un siglo antes del Louvre, que fue fundado el 10 de agosto de 1793). Esta «bibliothèque-musée Boisot» fue frecuentada en todo el siglo XVIII. La colección se enriqueció más tarde al final del siglo XVIII por las confiscaciones revolucionarias.
En 1819, el arquitecto del rey, Pierre-Adrien Pâris, legó al museo 38 pinturas y 183 dibujos, incluidos algunos de Fragonard. Luego, en 1894, el museo recibió el legado de Jean Gigoux, compuesto por más de 3000 dibujos y 460 pinturas (escuelas españolas, inglesas, nórdicas, alemanas ...). La última gran donación fue la de George Besson y su esposa en 1960, con 112 pinturas y 220 dibujos de la época moderna y contemporánea.

Los principales donadores del museo
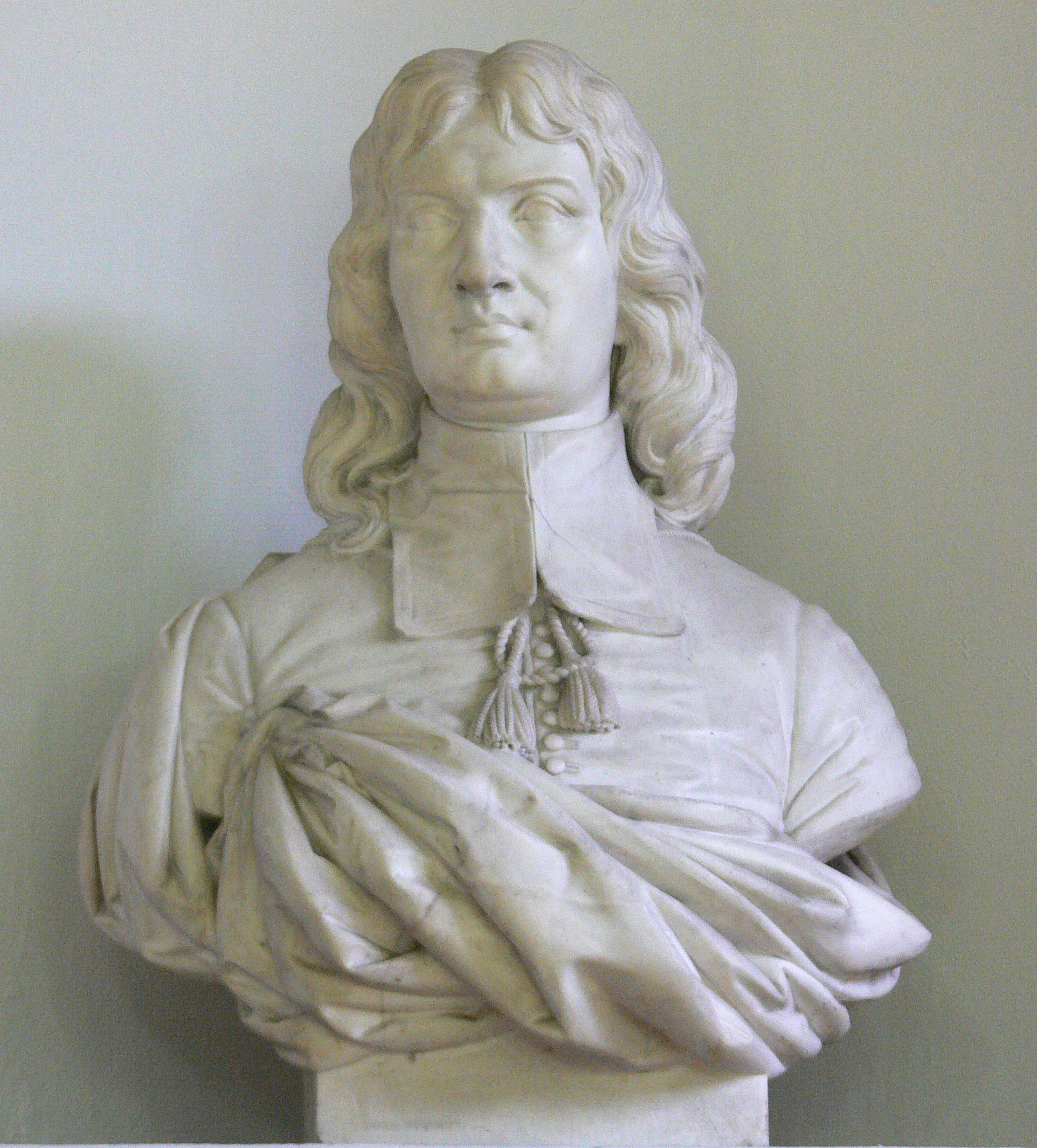
El abad Jean-Baptiste Boisot
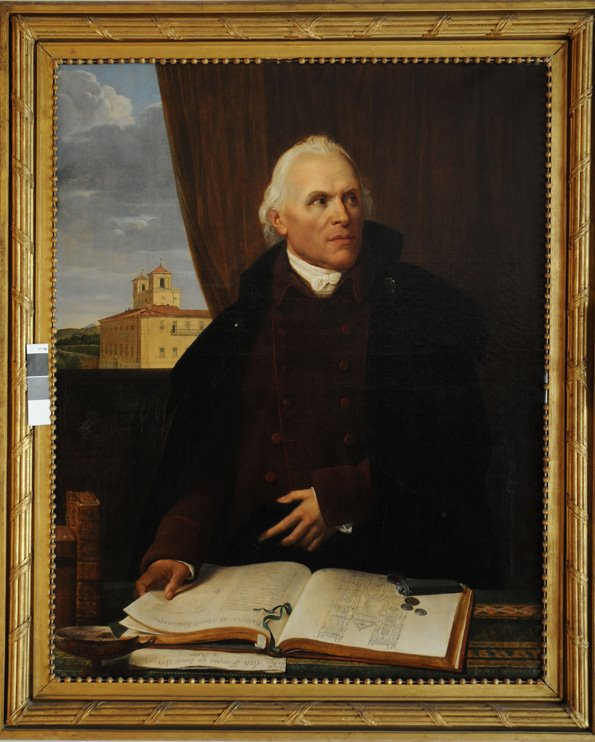
Pierre-Adrien Pâris
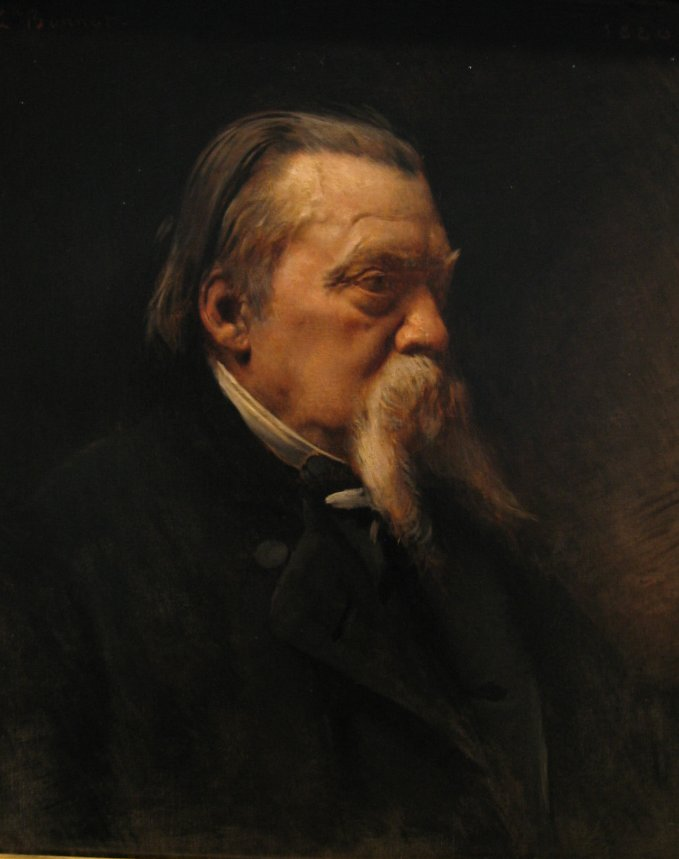
Jean Gigoux

## Las colecciones
Las colecciones del museo de Bellas Artes y Arqueología de Besanzón se reparten en tres categorías:
- arqueología ;
- Bellas Artes ;
- gabinete de dibujos.

### Arqueología
La colección egipcia presenta las momias de Séramon, escriba real de la Dinastía XXI de Egipto, y de Ankhpakhéred, dibujante del dominio de Amon e hijo de un sacerdote-ouab de la Dinastía XXVI de Egipto, pero también una serie de estatuillas de dioses, de ushebti.

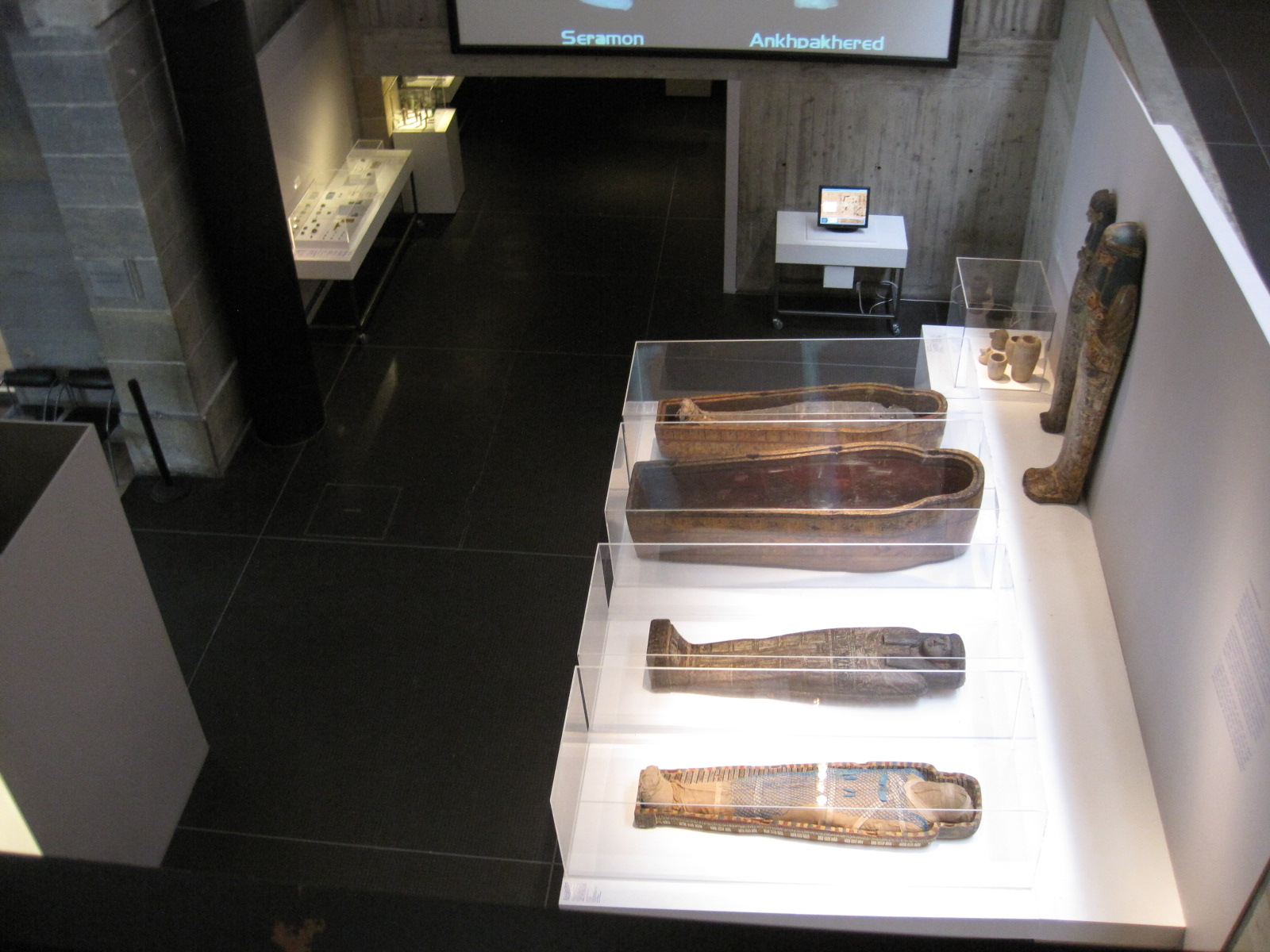
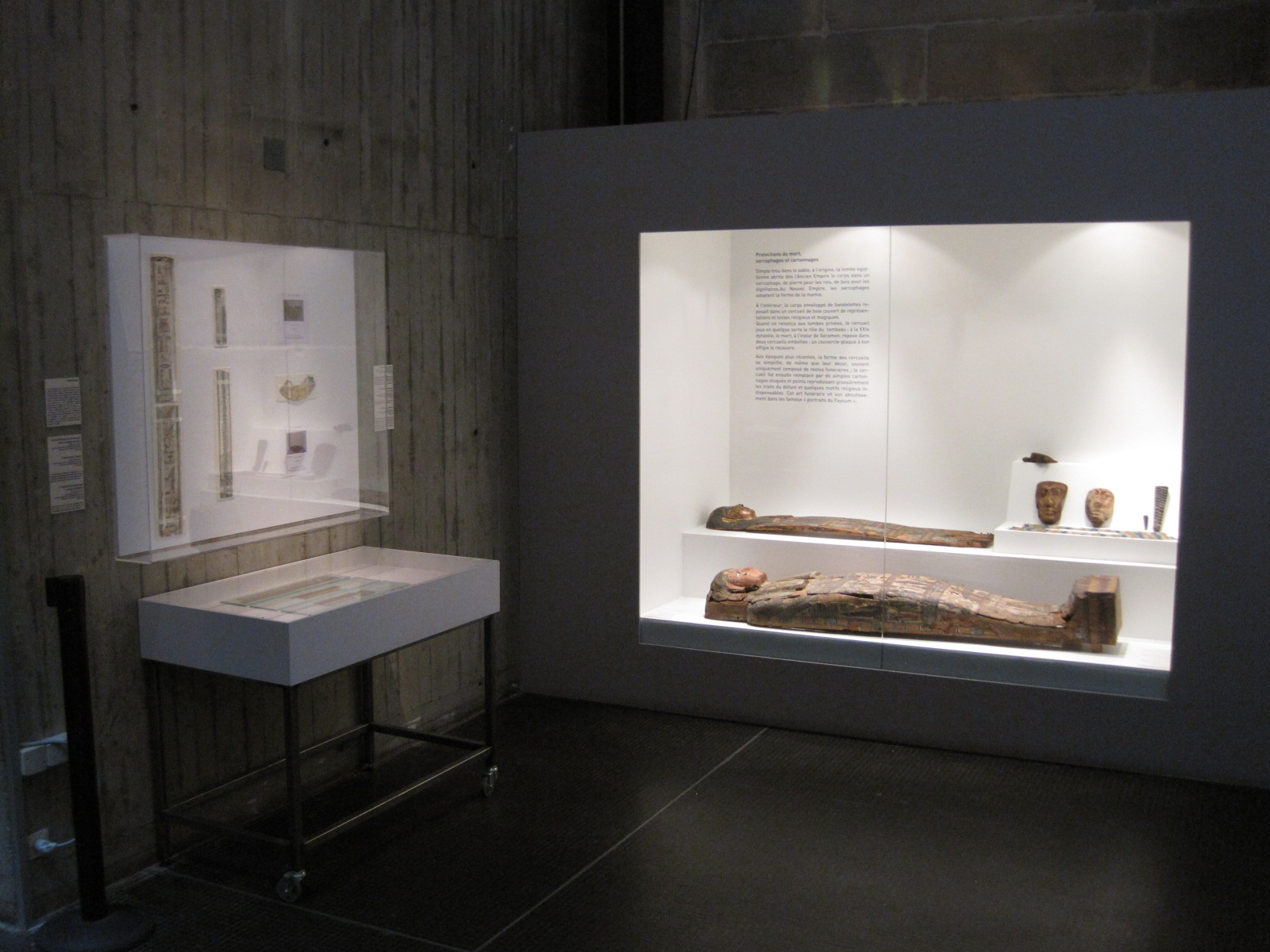
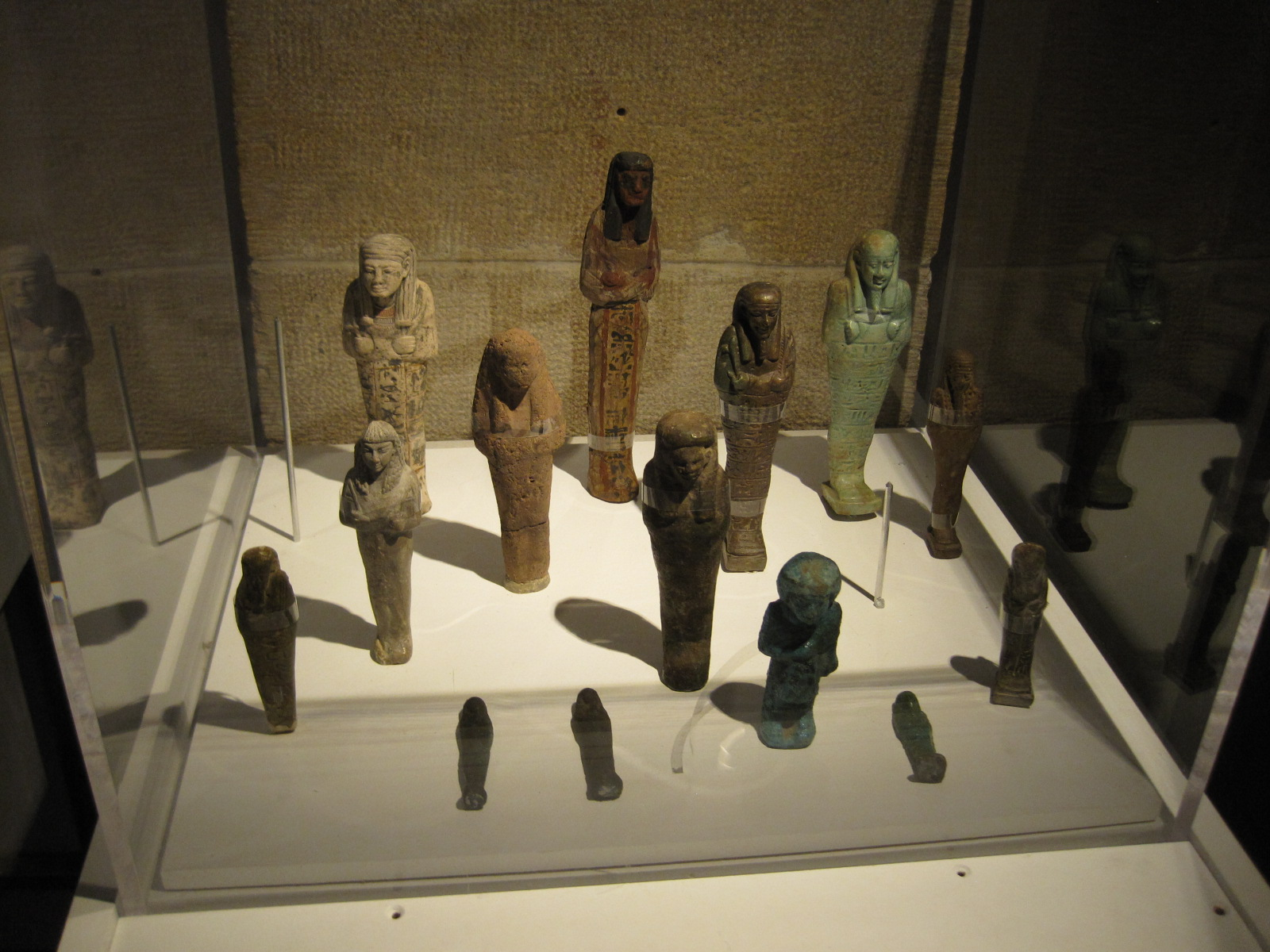
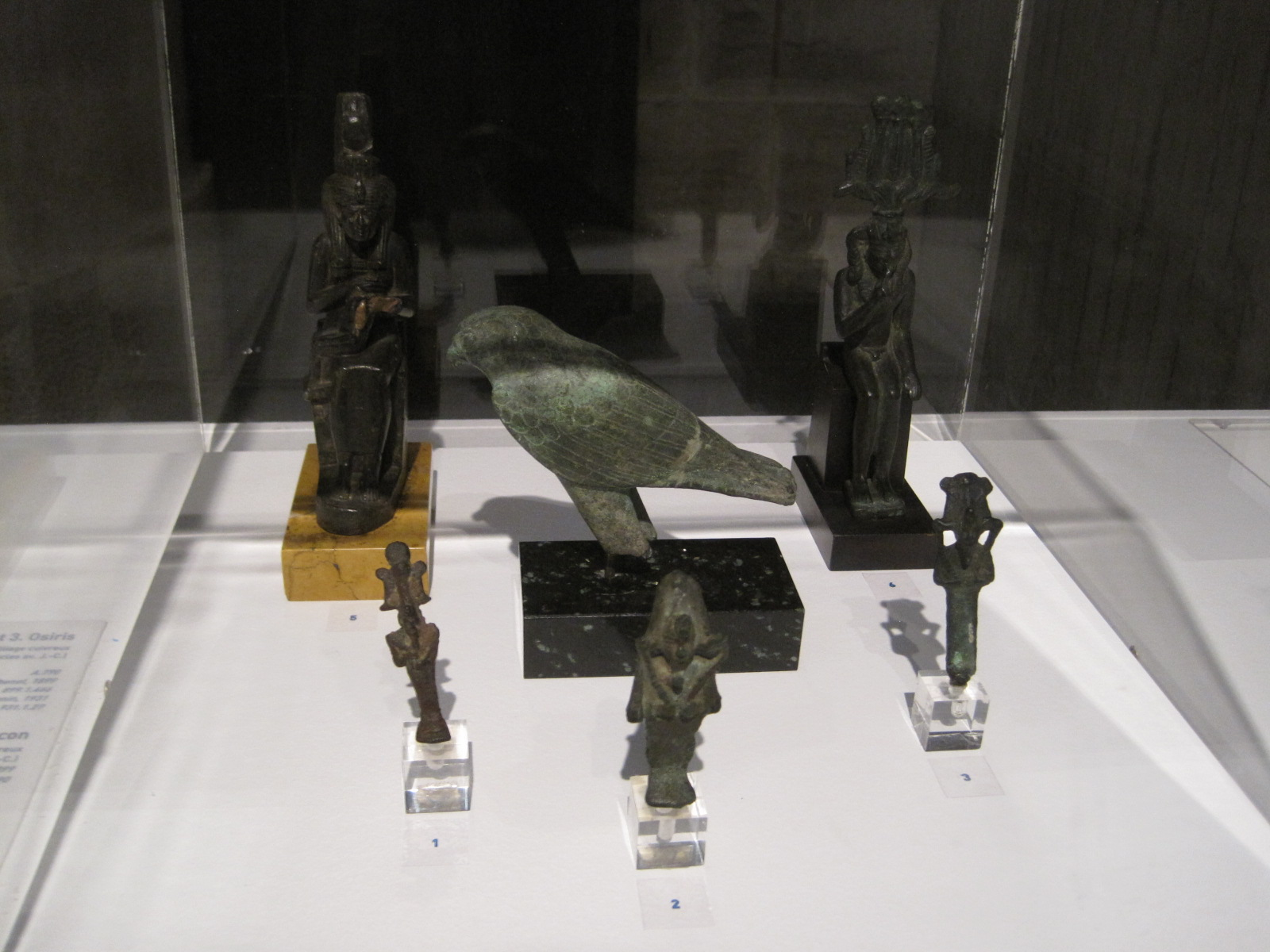

La colección del período prehistórico y protohistórico presenta objetos del Neolítico, de la Edad de Bronce y de la Edad de Hierro.
La colección más importante de la parte arqueológica está dedicada al período galorromano, e incluye mosaicos (mosaico de Neptuno y mosaico de la Medusa encontrados en la domus del colegio Lumière), objetos hallados en las excavaciones de la ciudad o la estatua de bronce del toro con tres cuernos de Avrigney (llamada « Taureau d'Avrigney», en aleación de cobre, descubierta en 1756. Es un testimonio del arte culto galorromano que atestigua la persistencia de la mitología celta después de la romanización.).

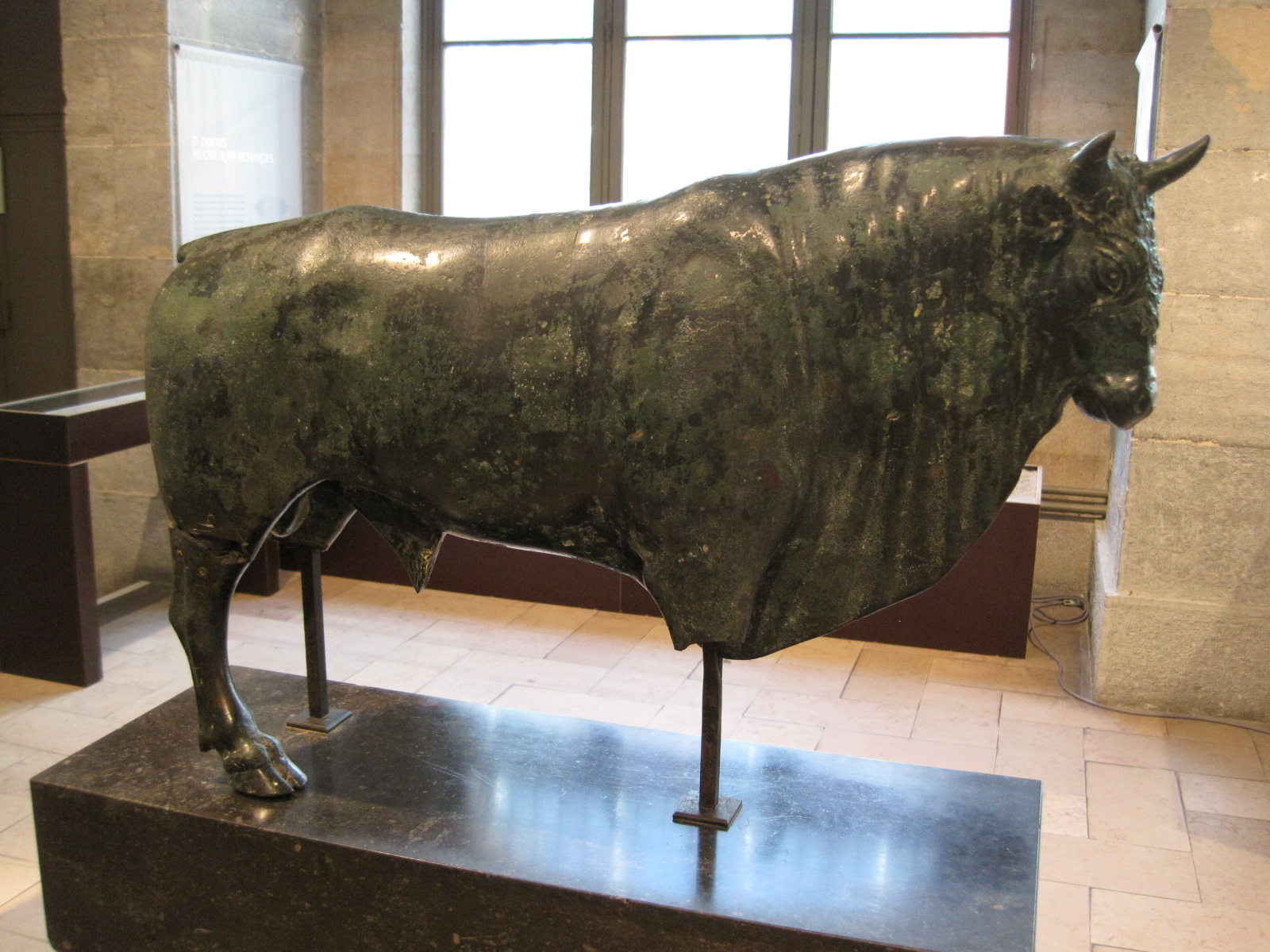
Toro de tres cuernos llamado «Taureau d'Avrigney»
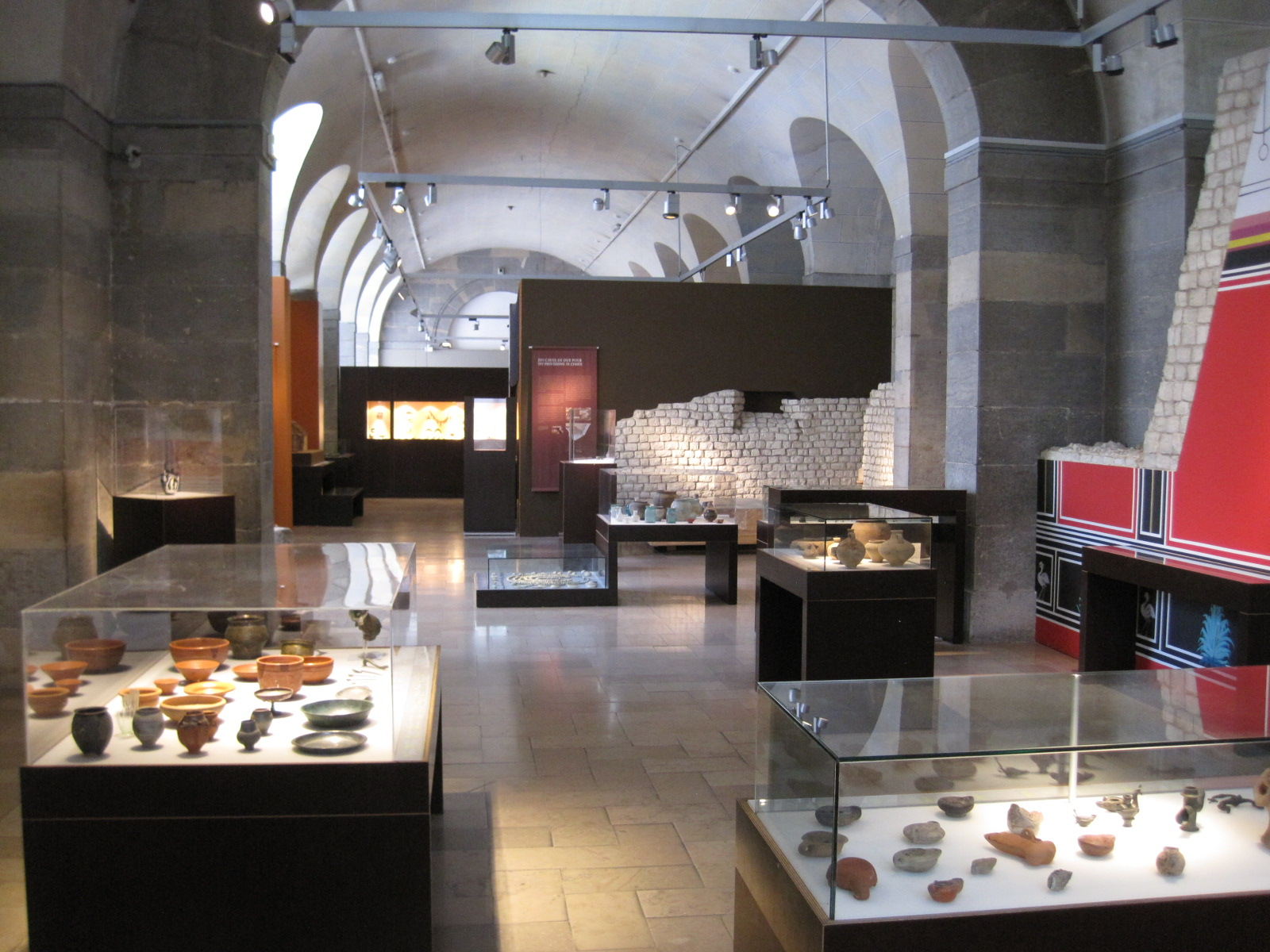
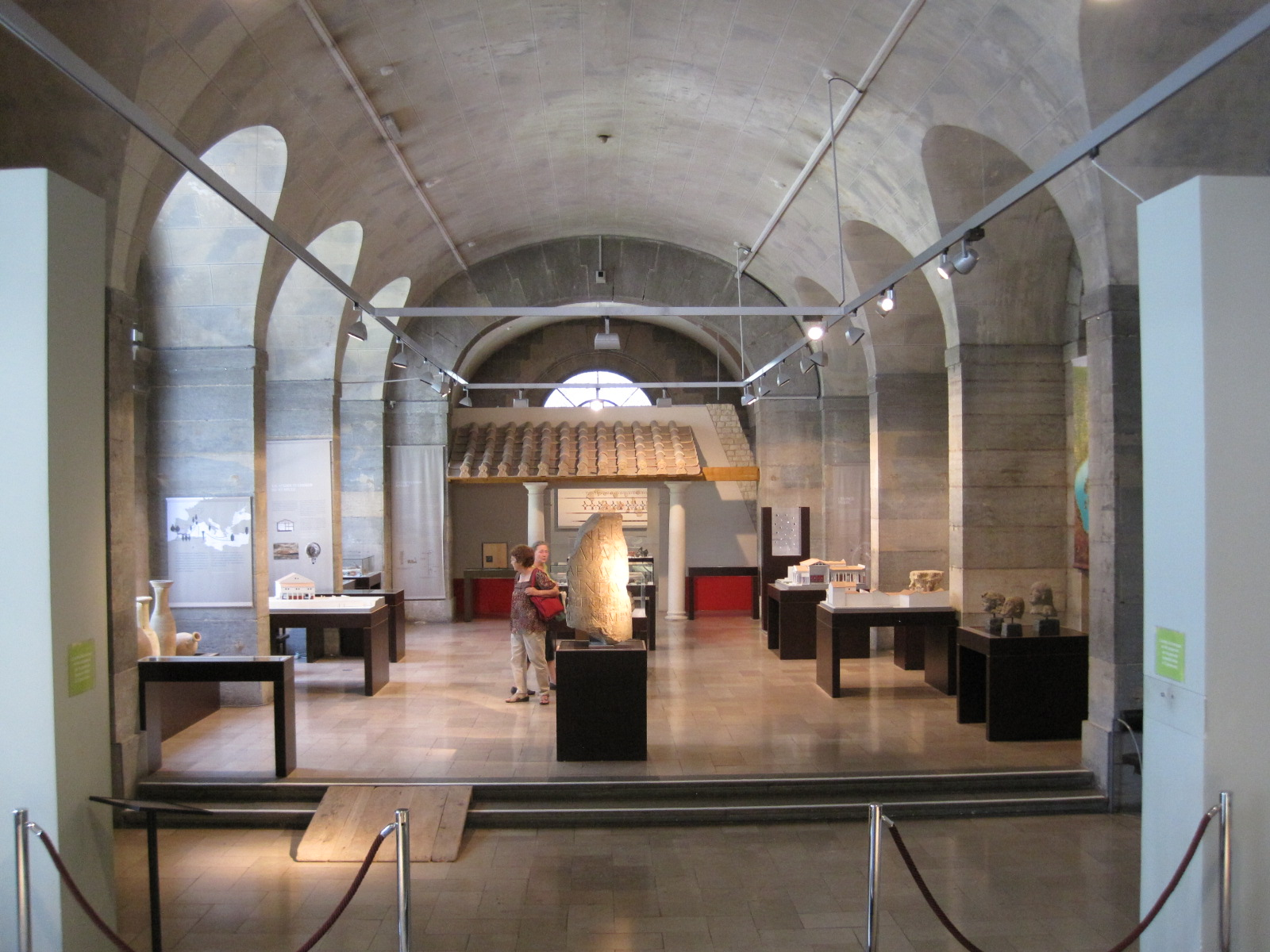
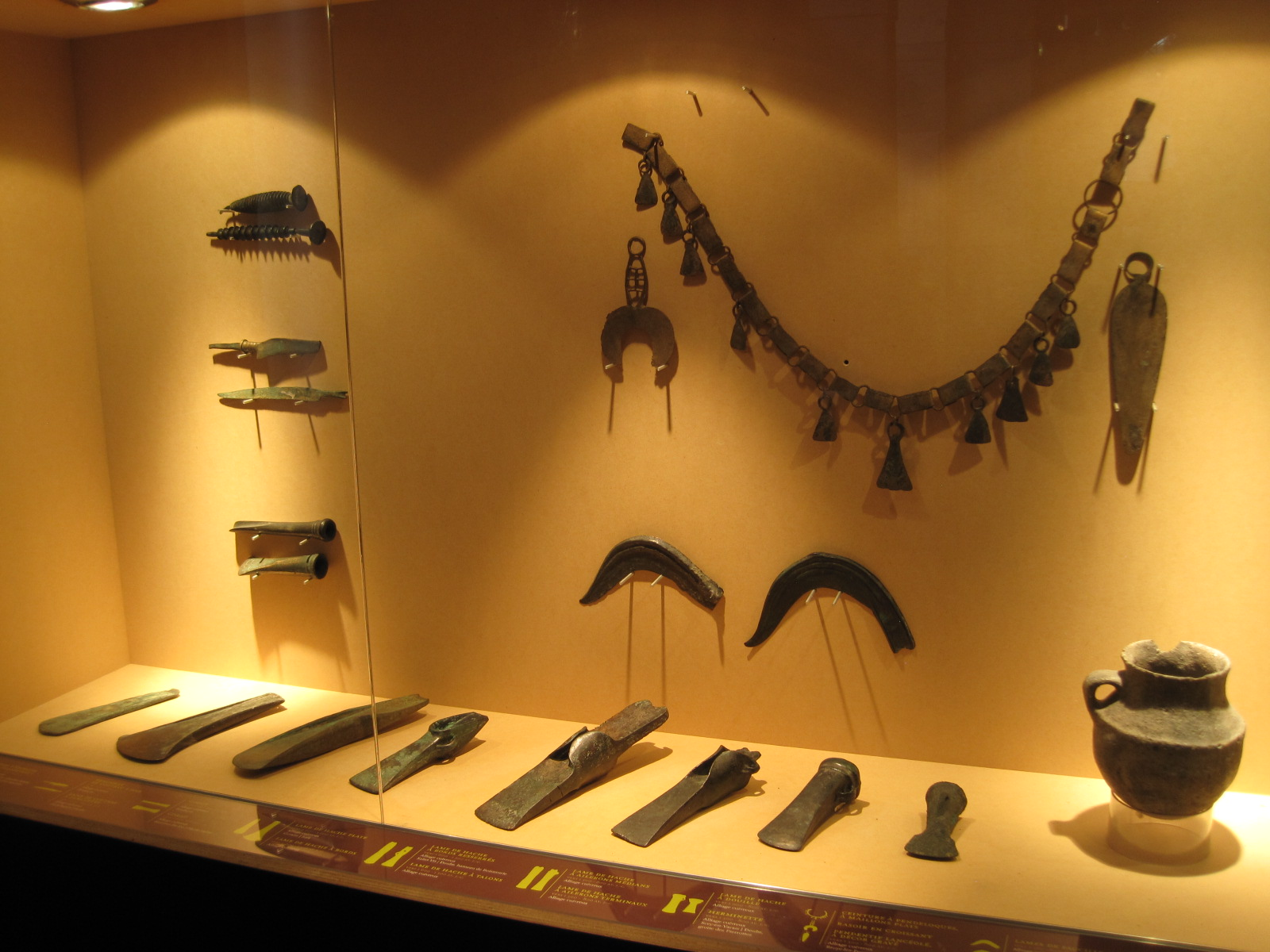
Edad de bronce
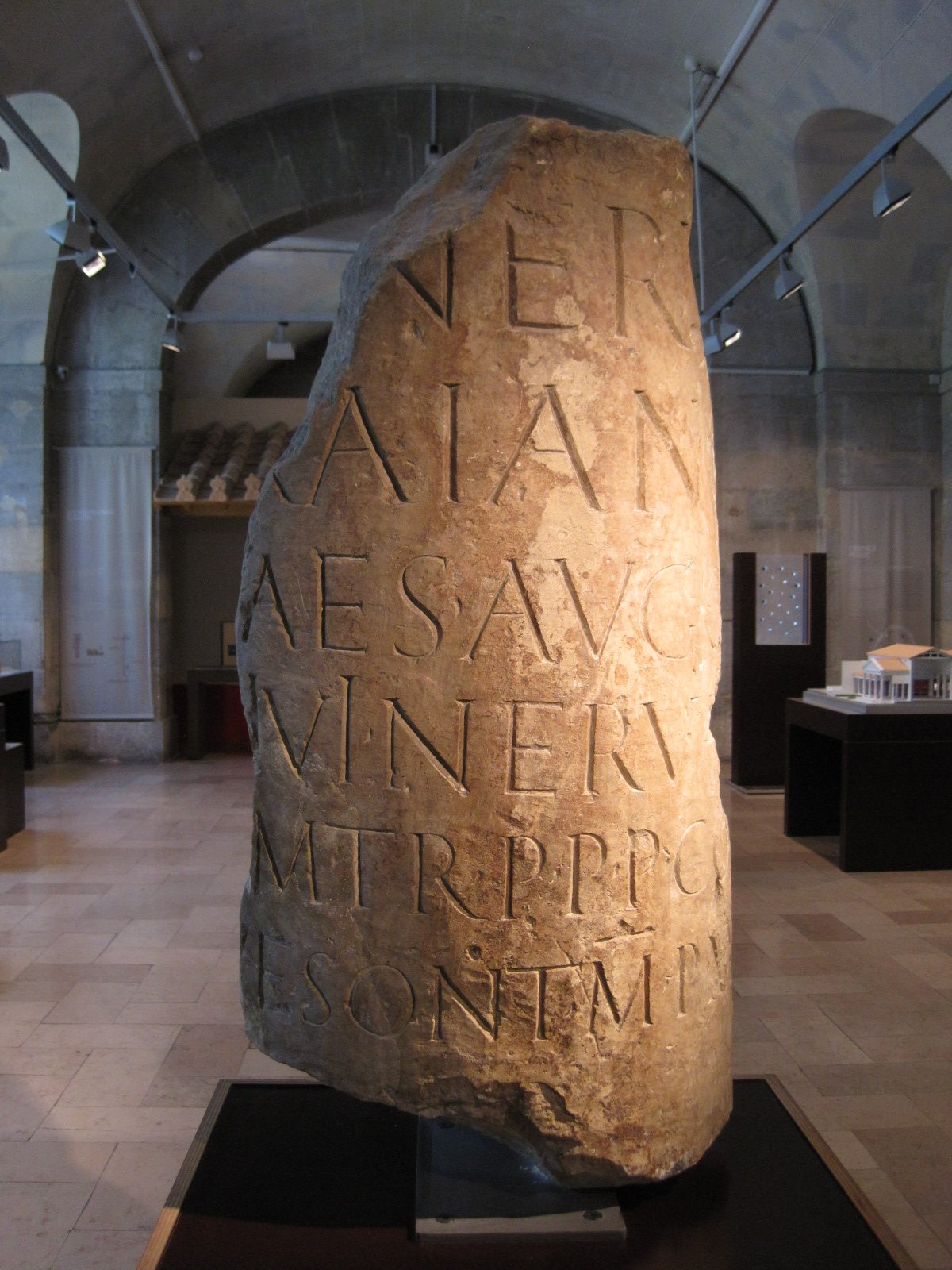
Piedra miliar con mención Vesontio bajo Trajano
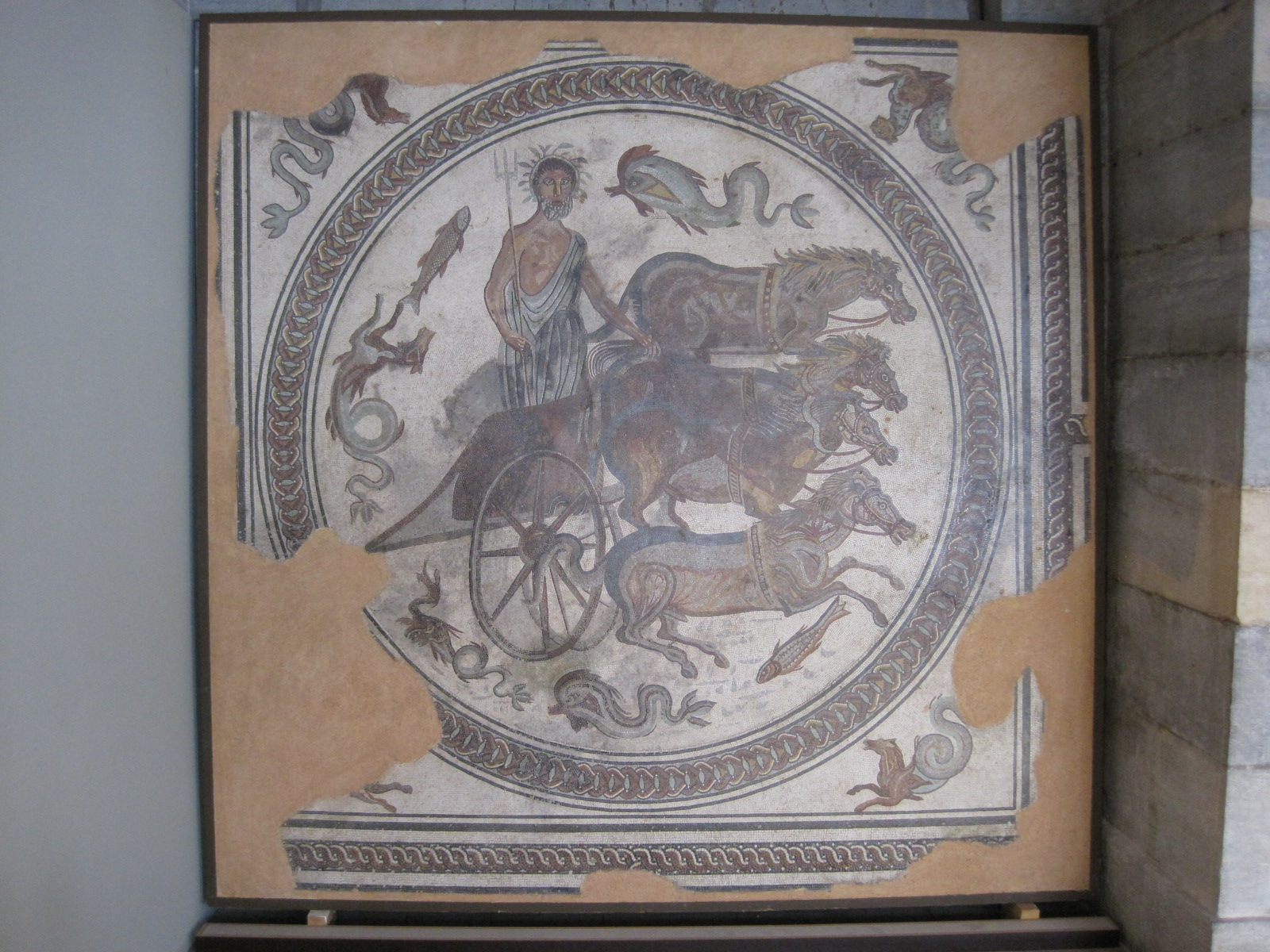
Mosaico de Neptuno
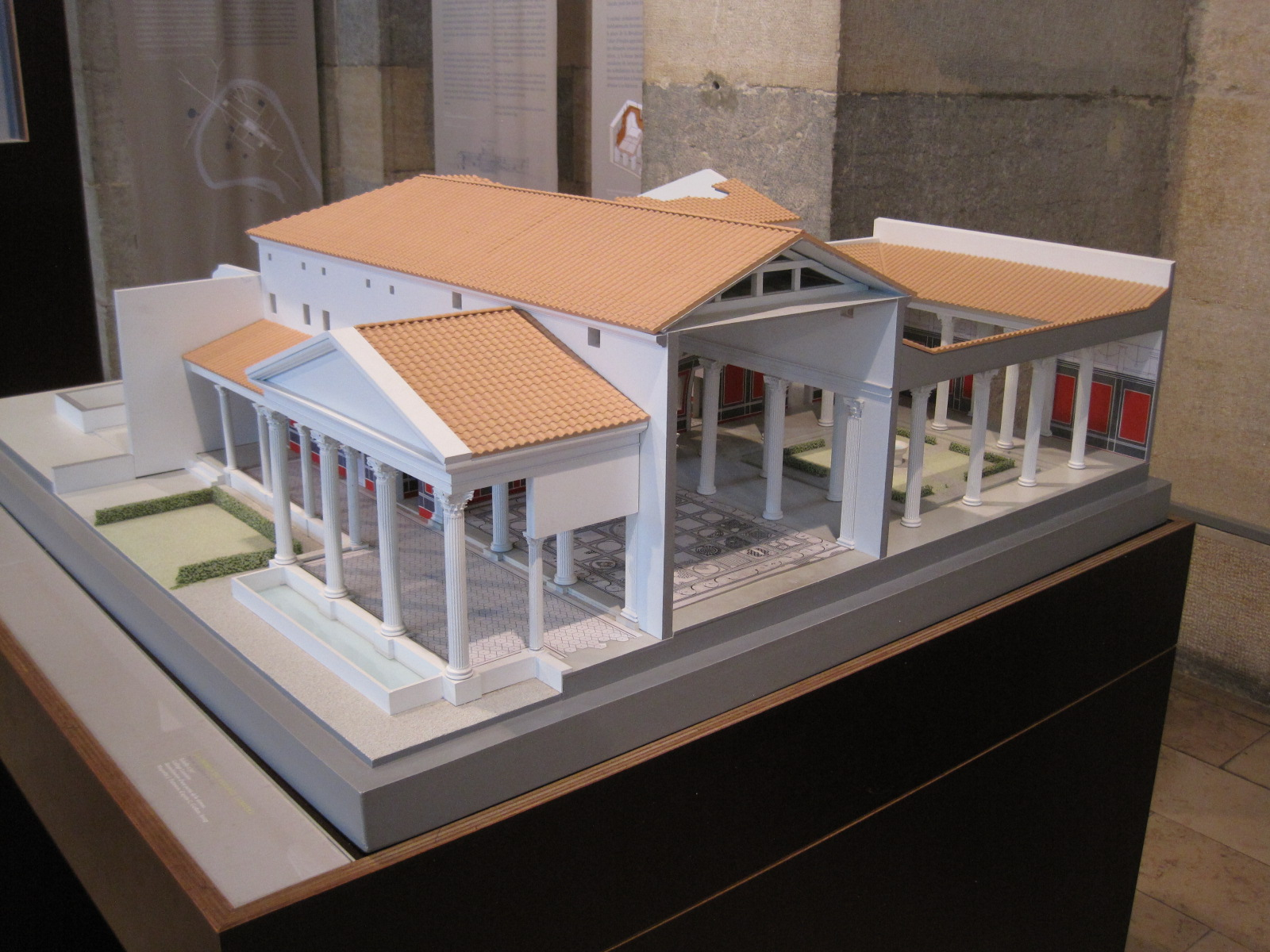
Maqueta de villa romana
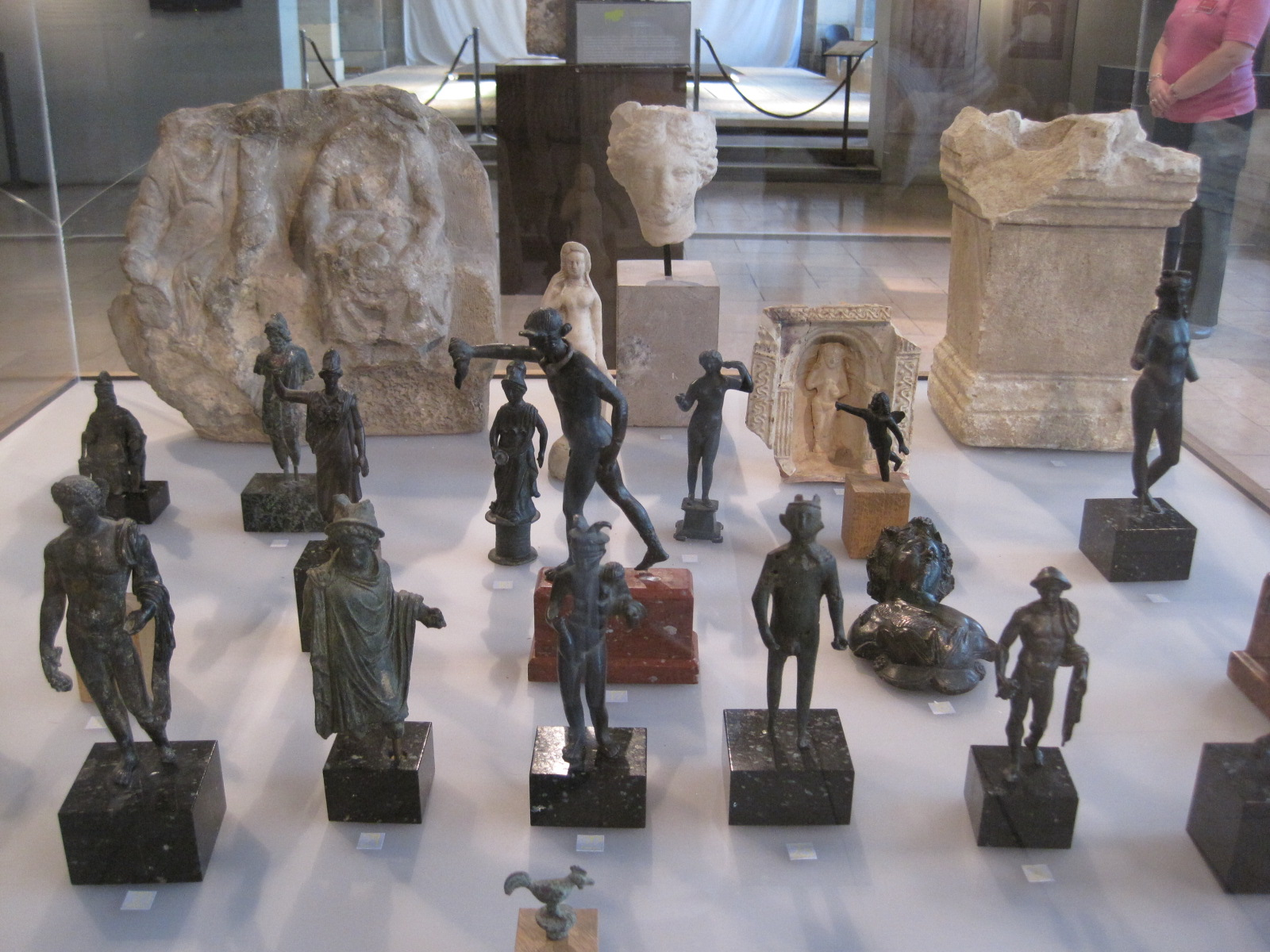

La colección medieval presenta estatuas, sarcófagos de piedra y otros relicarios.

### Bellas Artes
Las colecciones de pintura ilustran las principales tendencias del arte europeo de los siglos XIV al XX. 

#### Las escuelas del Norte

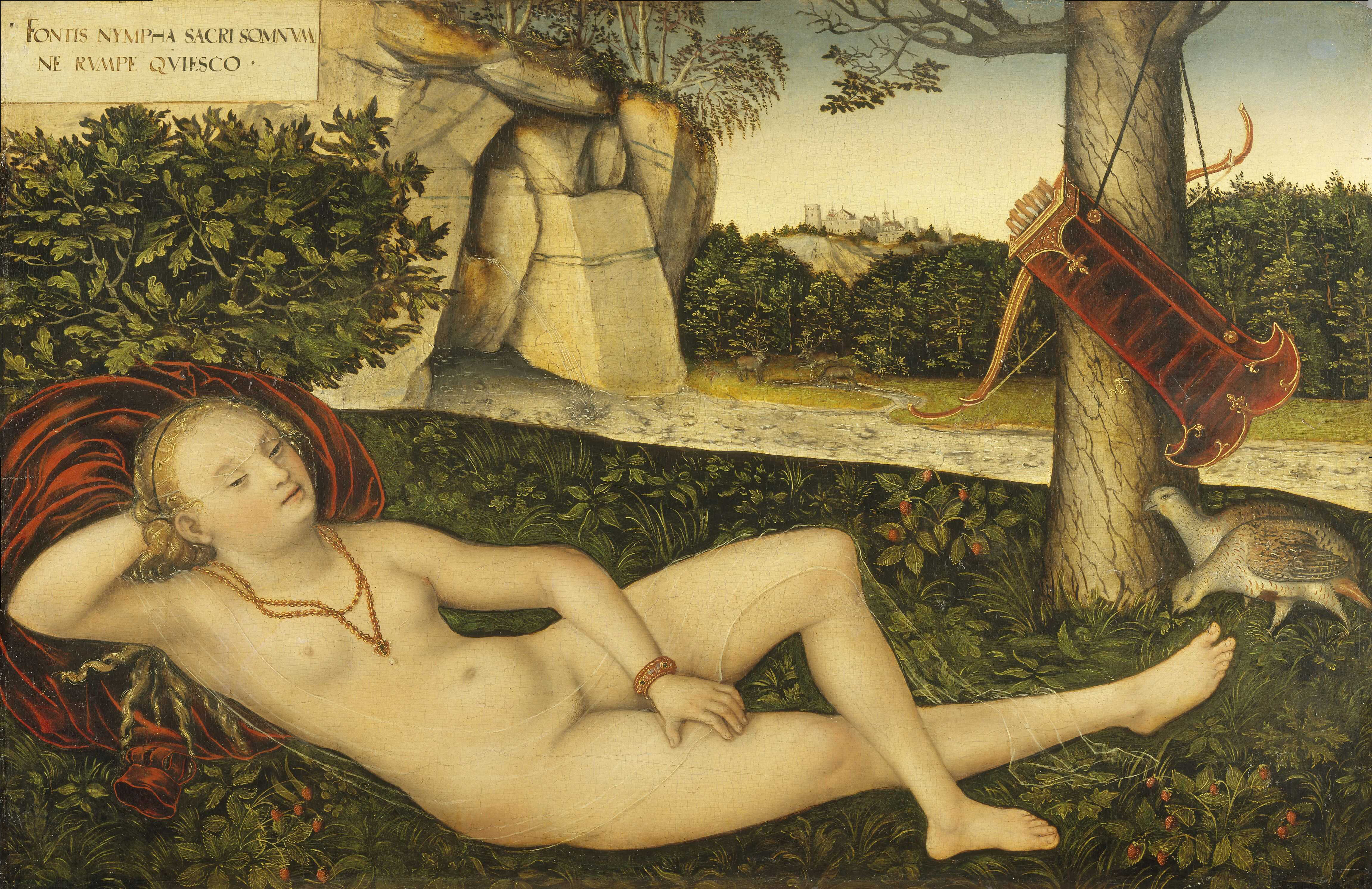
Nymph at the source, Cranach el Viejo, 1537, oil on panel, 48,5 × 74,2 cm.

Entre las colecciones flamencas, alemanas y holandesas del museo se encuentran obras como el Retablo de la Virgen con los siete dolores, Bernard van Orley, Nymphe à la fontaine y Courtisane et Vieillard de Cranach el Viejo, una Tête de vieillard par Hans Baldung Grien, y obras Rubens, Jacob Jordaens, Jan Brueghel el Viejo, Jan Lievens, Jacob van Ruisdael, Aelbert Cuyp, Willem Claesz Heda, Jan van Goyen, Pieter de Grebber, etc.

#### Italia
En las colecciones del museo, la pintura italiana está representada desde el Renacimiento hasta el siglo XVIII, con obras de gran importancia del siglo XVI: en particular La embriaguez de Noé de Bellini, última obra del maestro veneciano y Descendimiento de Cristo retablo monumental de Bronzino. También se encuentran tablas de Francesco Francia, Gaudenzio Ferrari y Dosso Dossi, un Retrato de hombre (puede ser del duque de Ferrara) de Tiziano, un Gentilhomme de Tintoretto. Del siglo XVII, hay pinturas de Bernardo Strozzi, Andrea Sacchi, Massimo Stanzione, Francesco Albani, Giuseppe Maria Crespi, Onofrio Palumbo, Giuseppe Recco, Luca Giordano, mientras el siglo XVIII veneciano está representado por obras de Giambattista Tiepolo (Saint Roch) y Francesco Guardi.

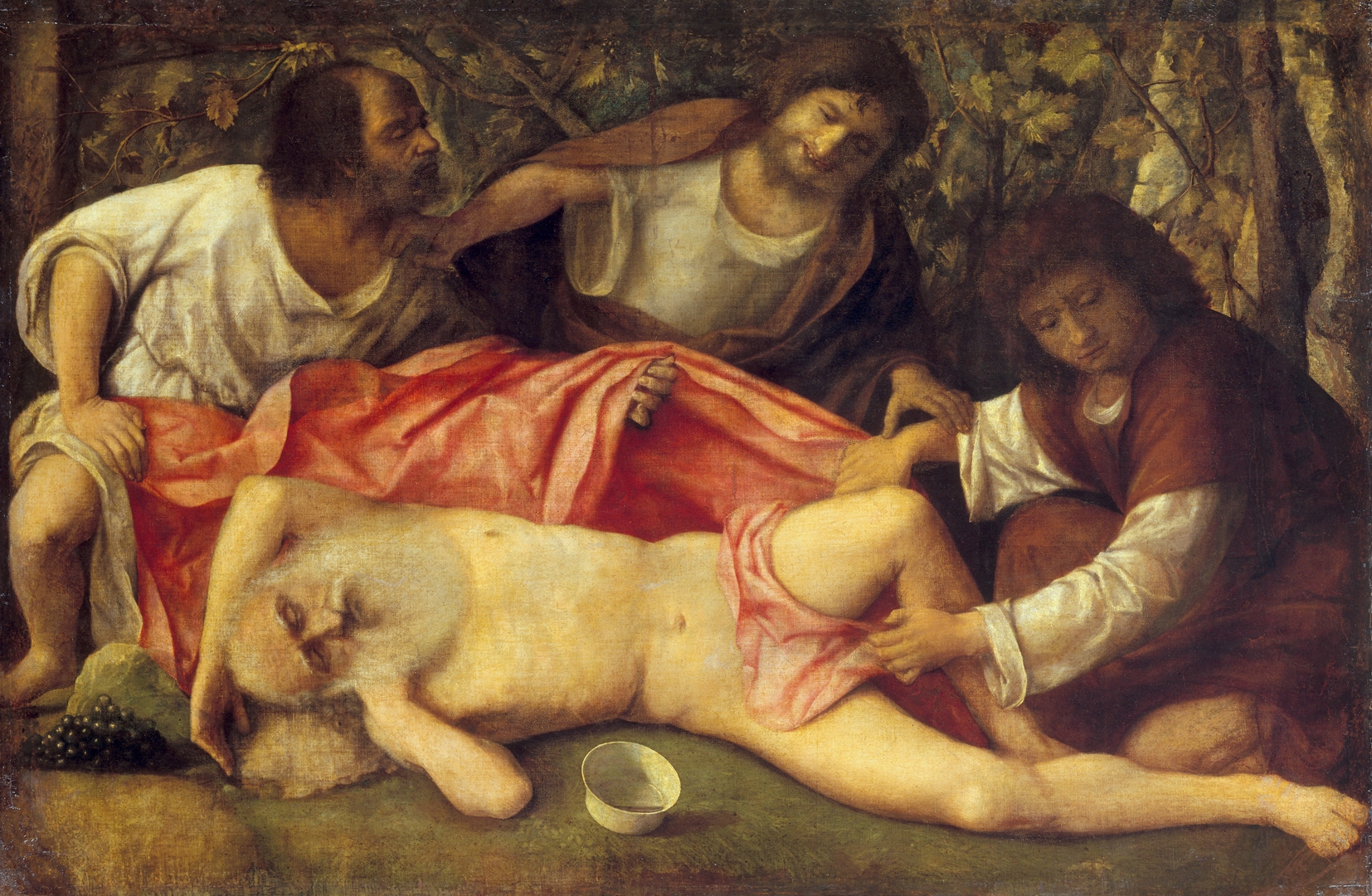
Giovanni Bellini (ca.1425/33-1553), La embriaguez de Noé, ca.1515, óleo sobre tela, 103 × 157 cm.
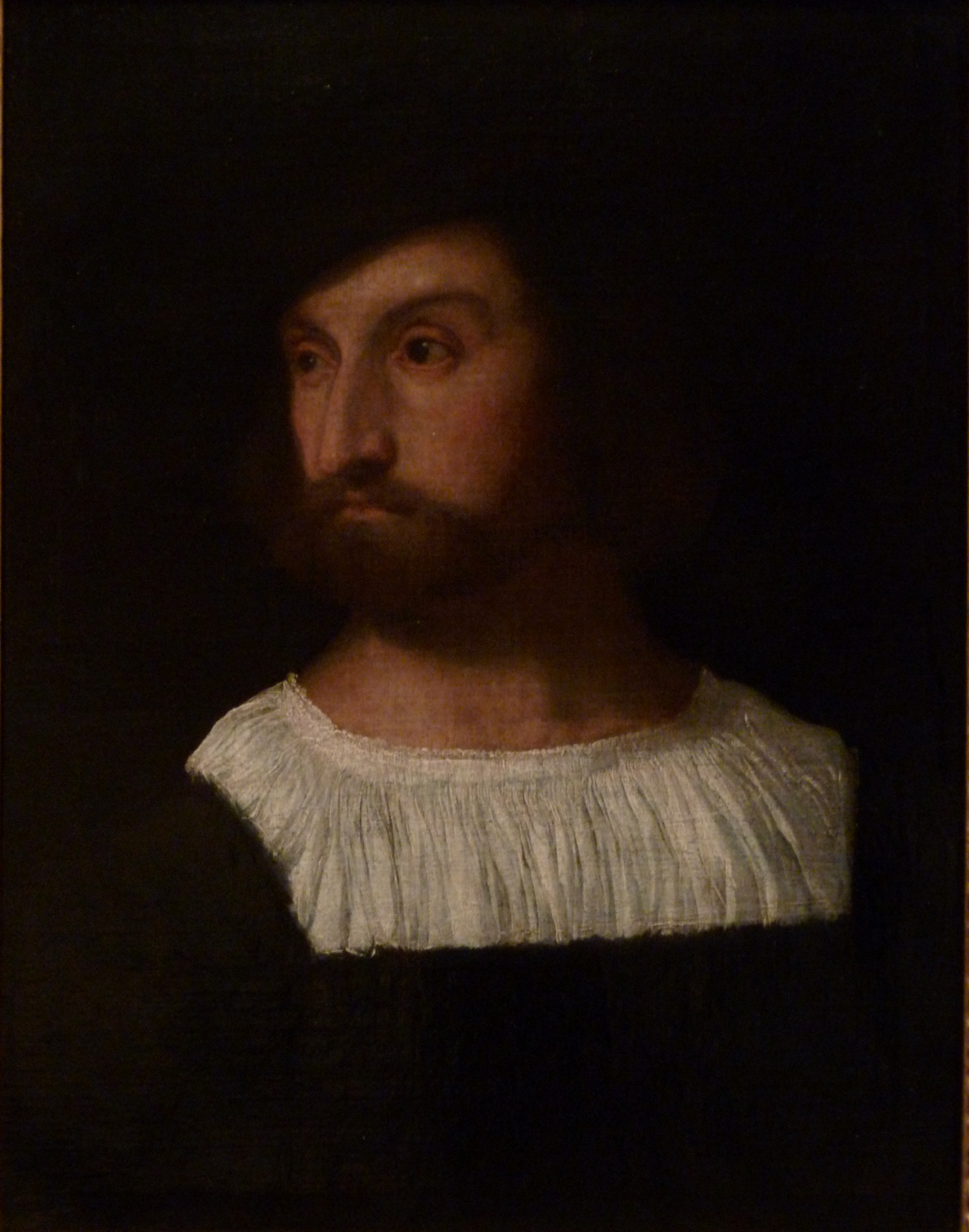
Tiziano (1488/1489-1575), Retrato de hombre, ca. 1515-1520, óleo sobre tela, 60 × 46,2 cm
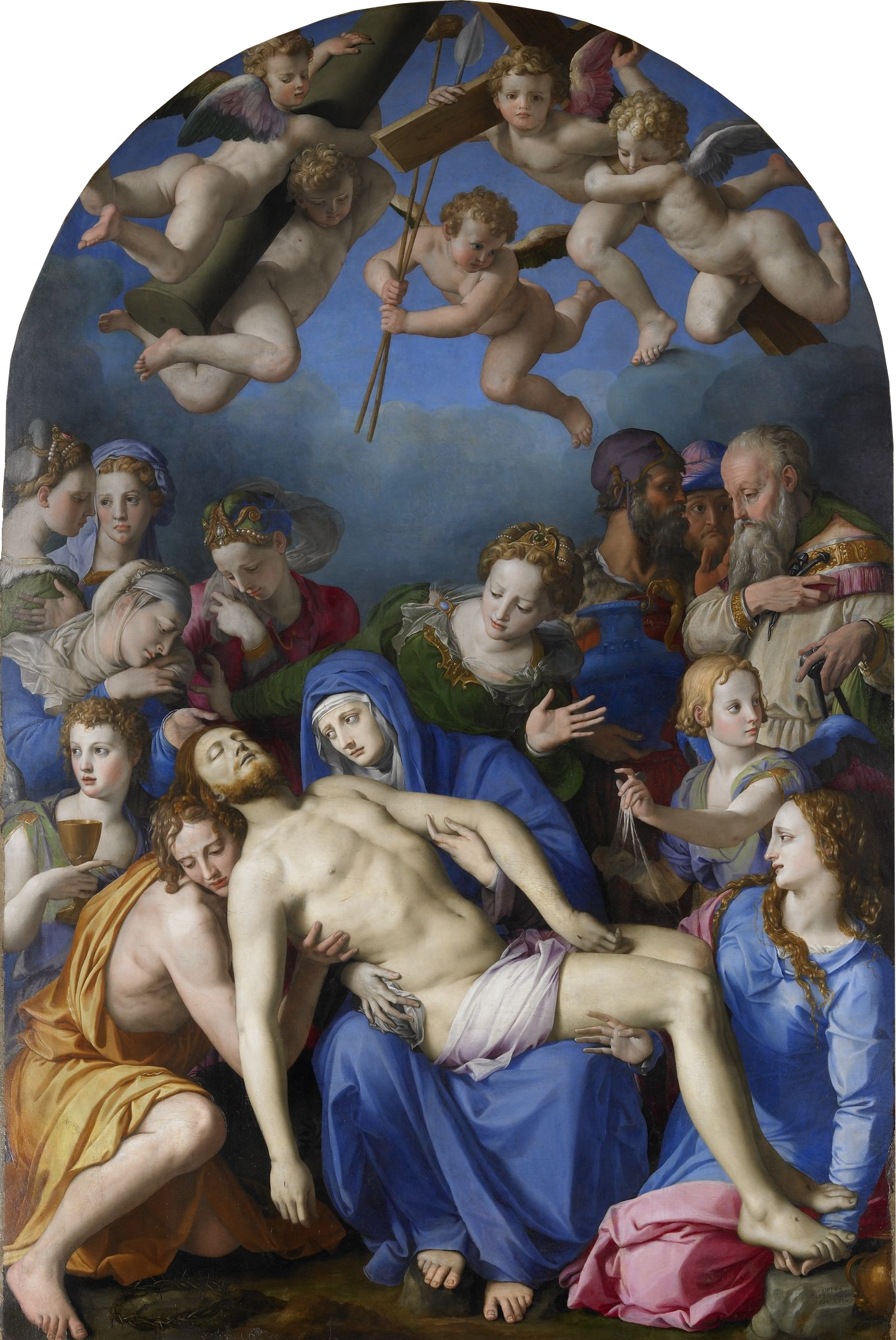
Bronzino (1503 – 1572), Descendimiento de Cristo, 1540-1545, óleo sobre madera, 268 × 173 cm.
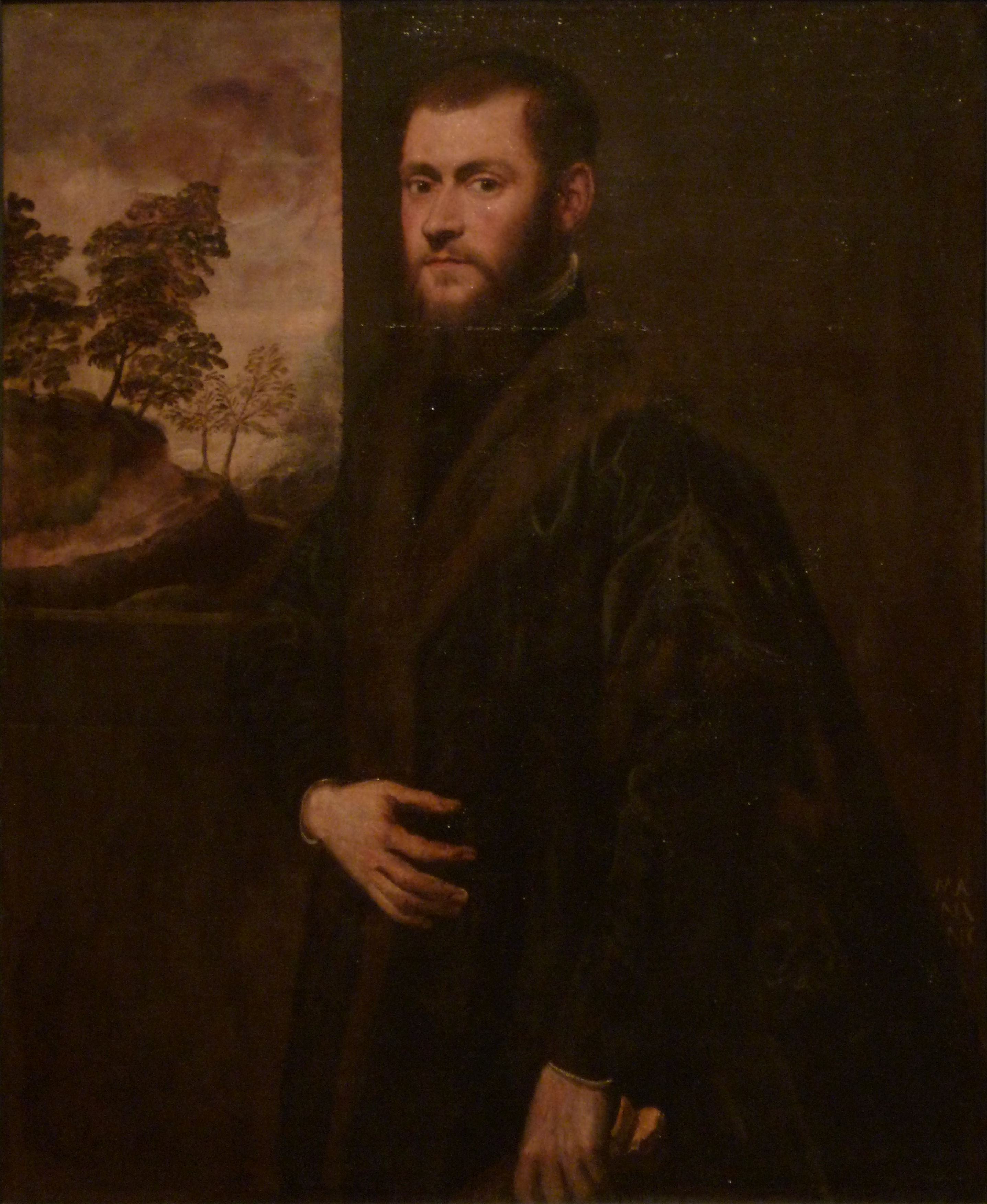
Tintoretto, 'Retrato de un joven gentilhombre, ca. 1550-1570, óleo sobre tela, 110 × 90 cm.

#### Francia
- el siglo XVI francés está ilustrado con obras de Clouet, Prévost, Maublanc etc.
- el siglo XVII : Saint Joseph charpentier del taller de Georges de La Tour, Simon Vouet, François de Nomé, Philippe de Champaigne, Eustache Le Sueur, Jacques Courtois, Hyacinthe Rigaud...
- el siglo XVIII: François Lemoyne (Tancrède rendant les armes à Clorinde, 1722), Charles André van Loo (Thésée vainqueur du taureau de Marathon, 1732-1734), Antoine Coypel, Donat Nonnotte, Jean-Baptiste Greuze, Fragonard, François Boucher con una serie de diez pequeñas chinerias, Hubert Robert, François-André Vincent...
- el siglo XIX: Jean-Baptiste Greuze, Donat Nonotte, David, Ingres, Eugène Isabey, Théodore Géricault, Théodore Chassériau, Delaroche, Courbet, natural del Franco-Condado, especialmente con su monumental L’Hallali du cerf, Théodore Rousseau...
- el siglo XX: Paul Signac, Félix Vallotton, Pierre Bonnard, Auguste Renoir, Henri Matisse, Pablo Picasso, Suzanne Valadon, Albert Marquet, Jean Puy, Léon Lehmann, André Lhote, Charles Lapicque, Jean Legros, Bernard Lorjou, Yvonne Mottet, Jean-Jacques Morvan, Bernard Gantner, Claude-Jean Darmon...

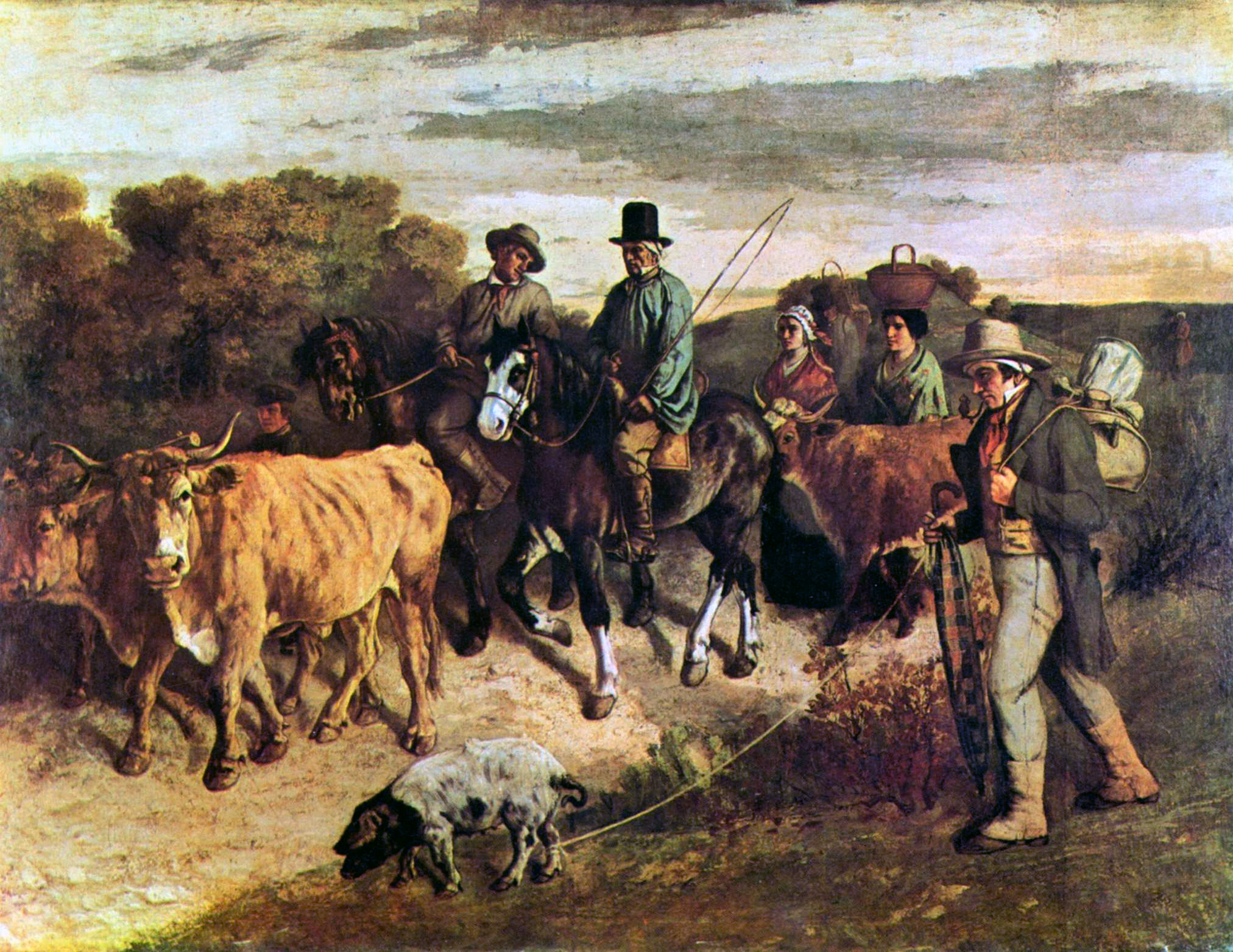
Gustave Courbet (1819-1877), Les agriculteurs de Flagey revenant du marché, 1850, óleo sobre tela, 208,5 × 275,5 cm.
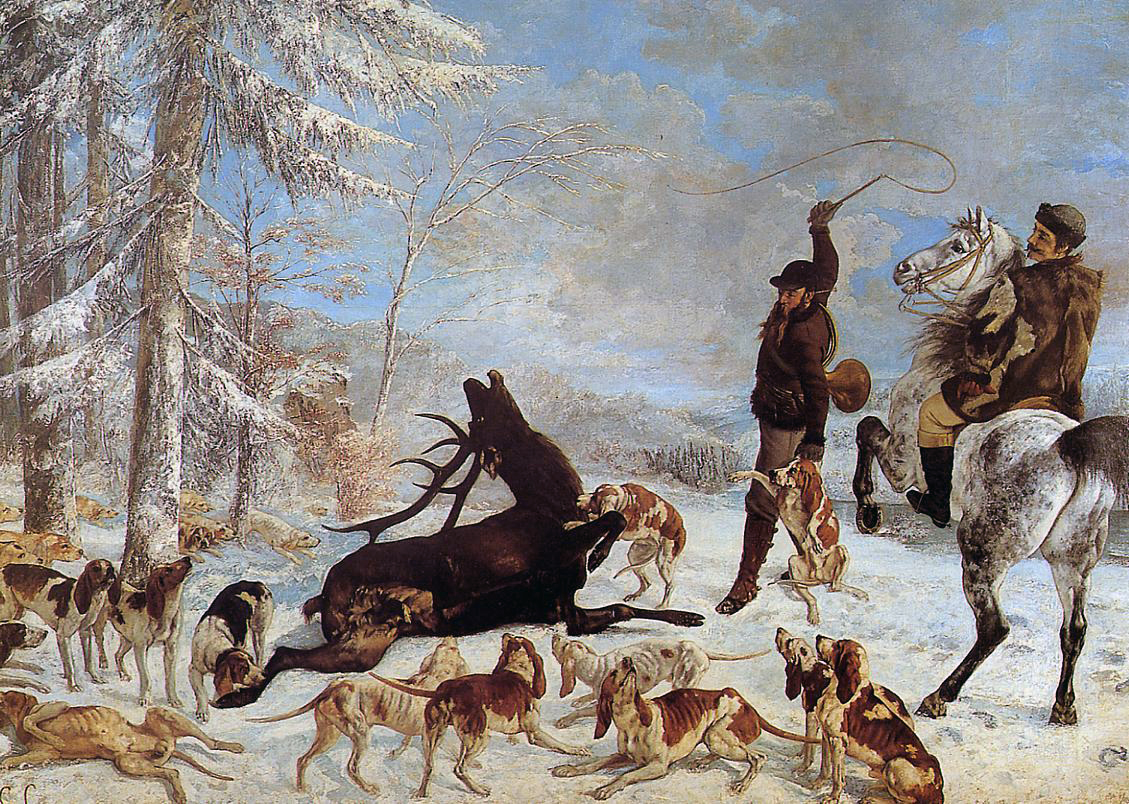
Gustave Courbet (1819-1877), L'Hallali du cerf, 1867, óleo sobre tela, 355 × 505 cm.
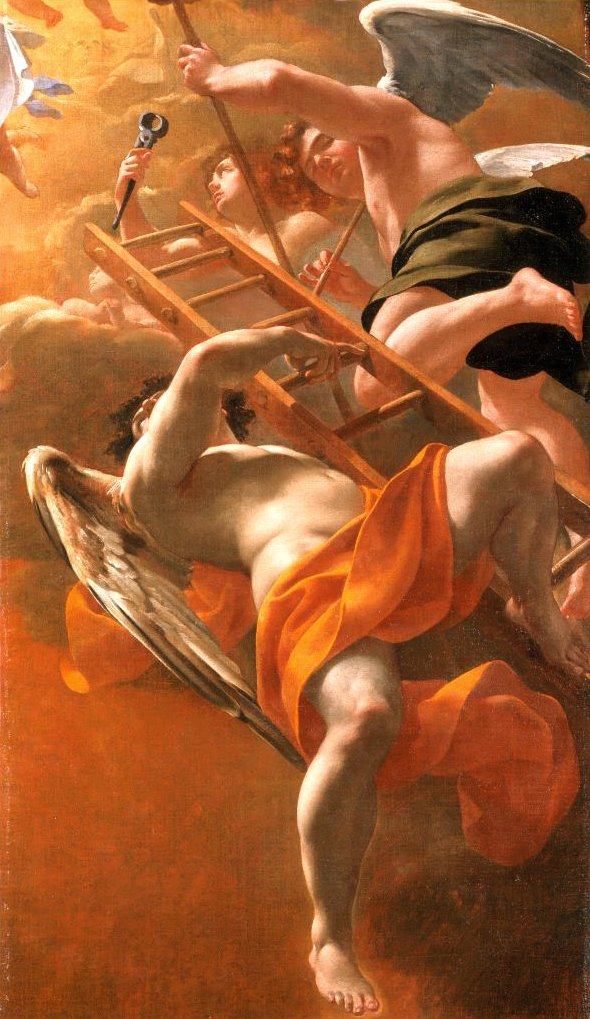
Simon Vouet, Angels bearing the instruments of the Passion, 1626, óleo sobre tela, 131 × 77 cm.
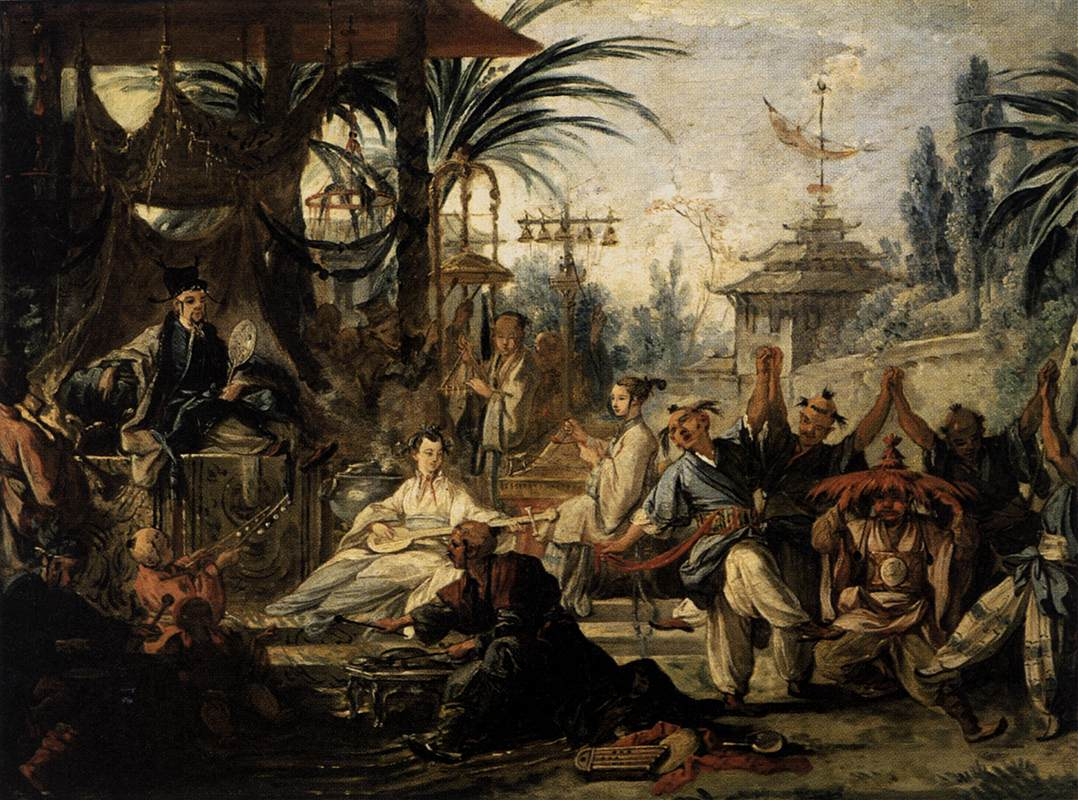
François Boucher, Chinese dance, 1742, óleo sobre tela, 42 × 65 cm.
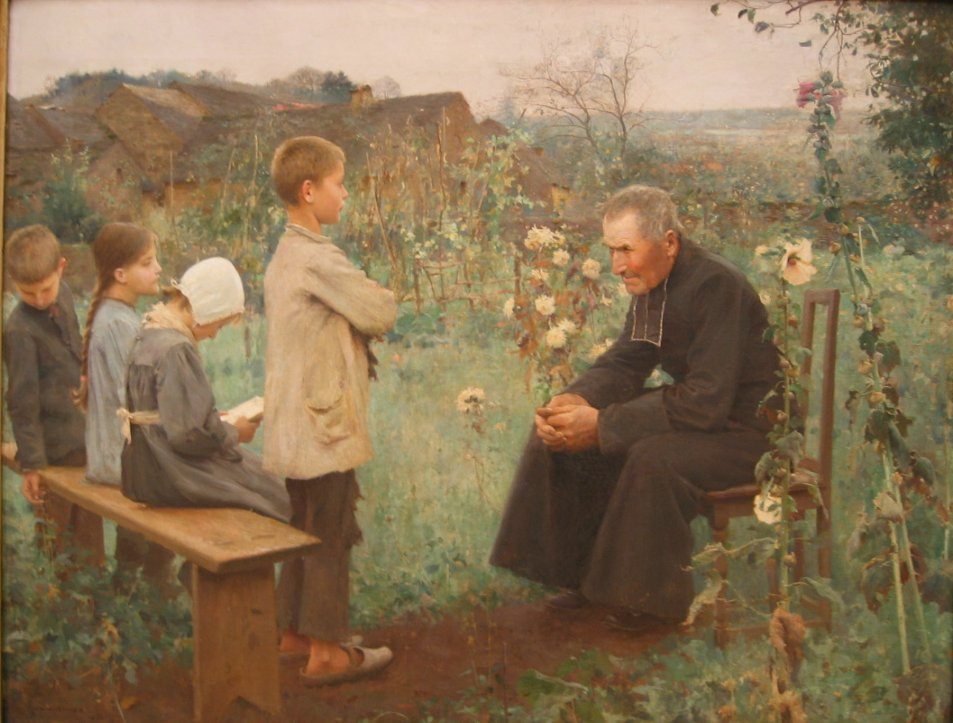
Jules-Alexis Muenier (1863-1942), La Leçon de catéchisme, 1890, óleo sobre tela.
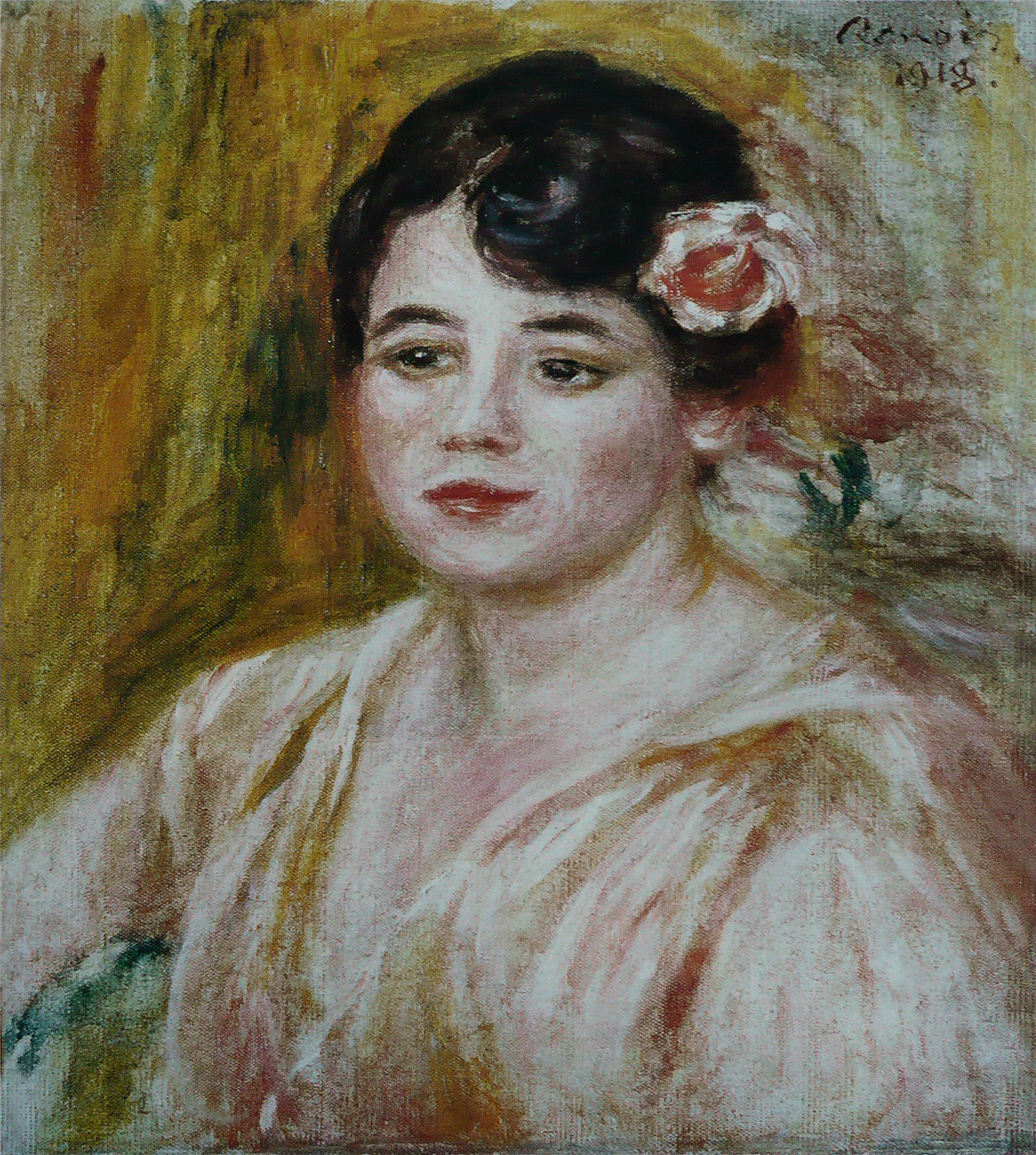
Auguste Renoir (1841-1919), Retrato de Adèle Besson, 1918, óleo sobre tela, 41 × 36,8 cm.

#### España e Inglaterra

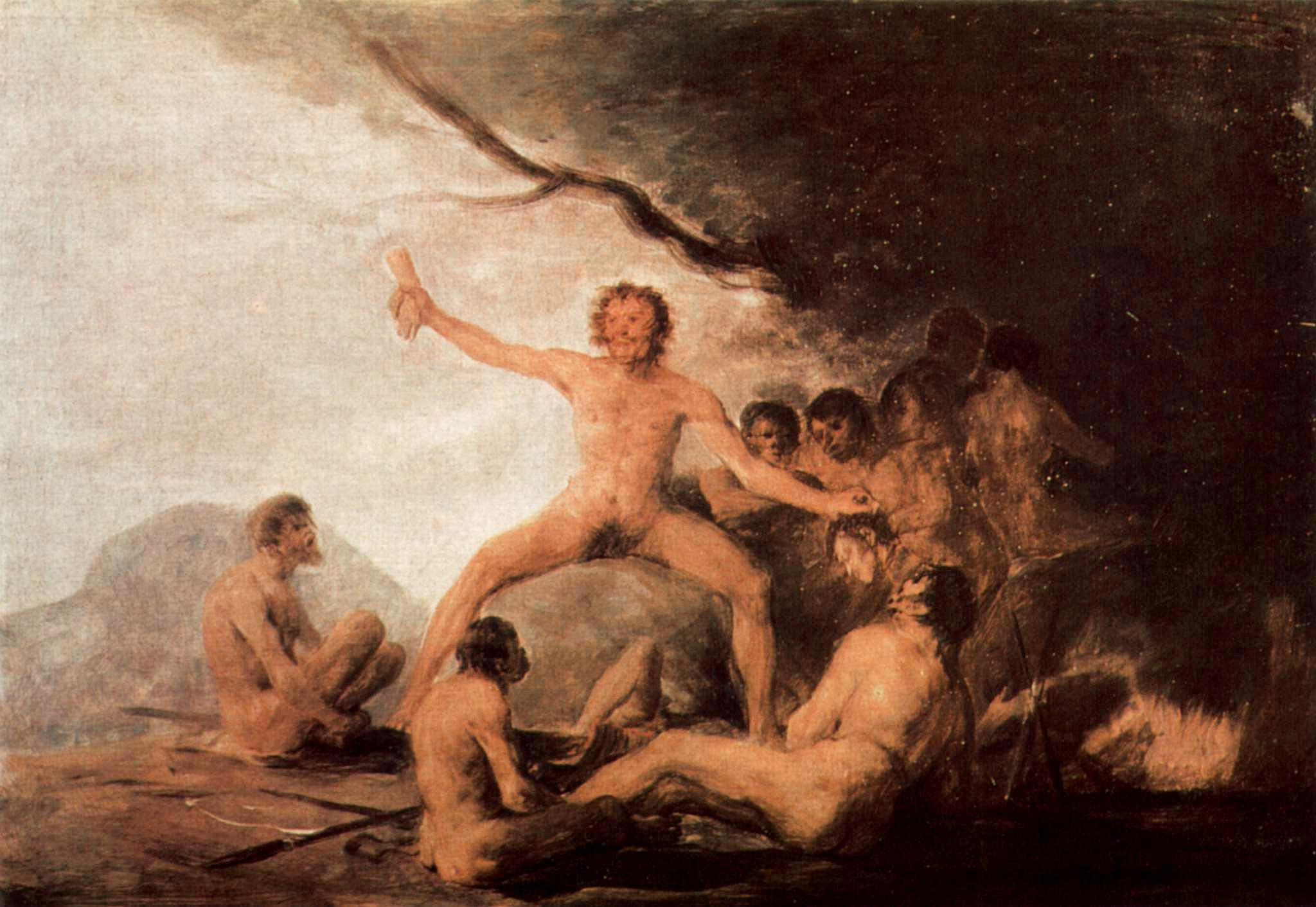
Escena de canibalismo, Francisco de Goya, 1800-1805, 1626, óleo sobre tela, 31 × 45 cm.

- España: Juan de Arellano, La fuite en Égypte de Francisco de Zurbarán y las dos Escenas de canibalismo de Goya.
- Inglaterra: Thomas Lawrence.

#### Esculturas
El departamento de bellas artes también consta de una colección de esculturas. Está ilustrado por obras de la Edad Media, del Renacimiento, del siglo XVIII (con un conjunto de arcilla cocida de Luc Breton, Jean Guillaume Moitte y François Delaistre), del siglo XIX incluyendo en especial dos bronces de Auguste Rodin (Buste de Victor Hugo et La Eterna Primavera), así como obras de Pierre-Étienne Monnot, d'Auguste Clésinger, de Jules Dalou, d'Anne de Chardonnet, de David d'Angers.

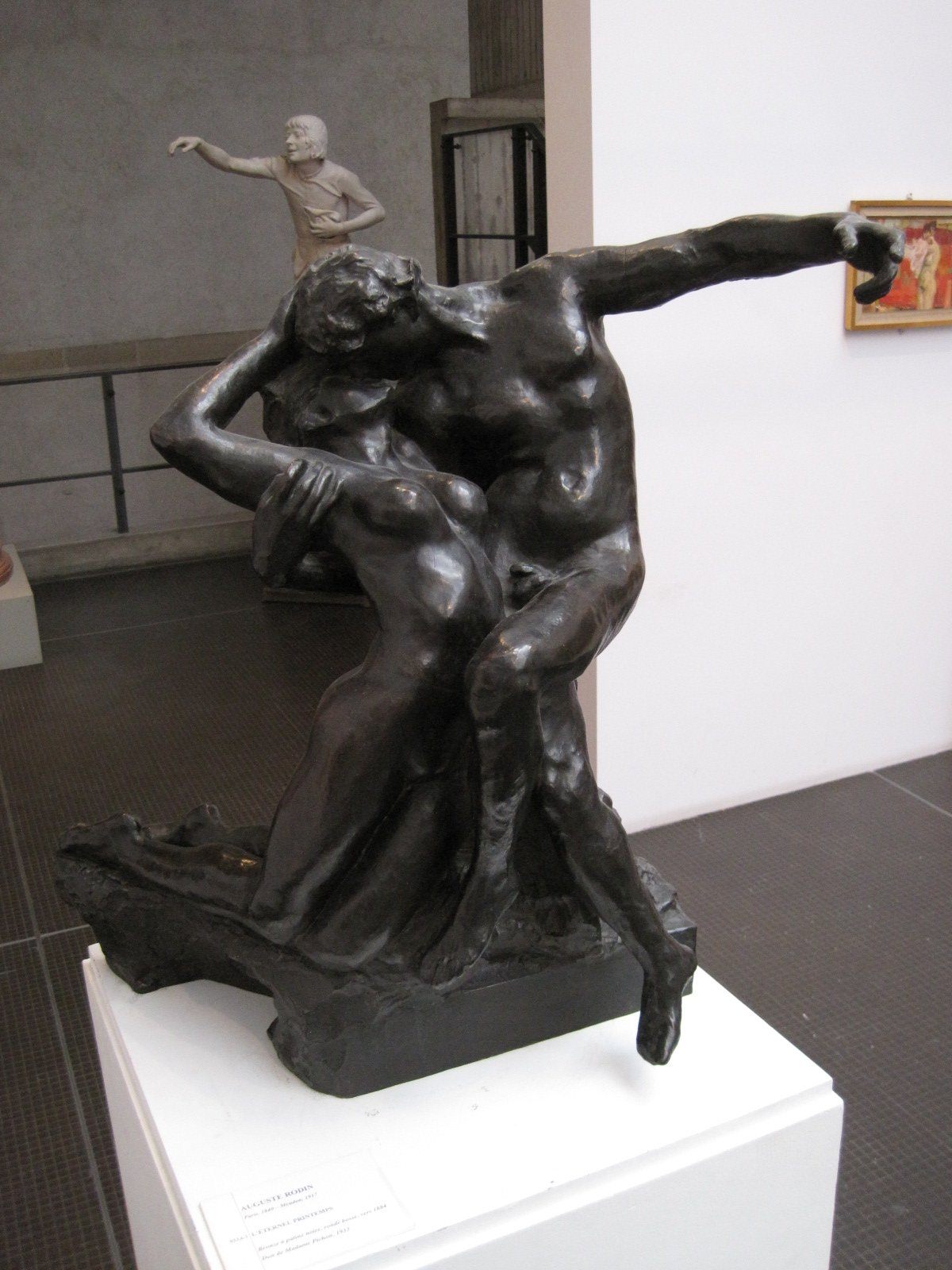
La Eterna Primavera, Auguste Rodin
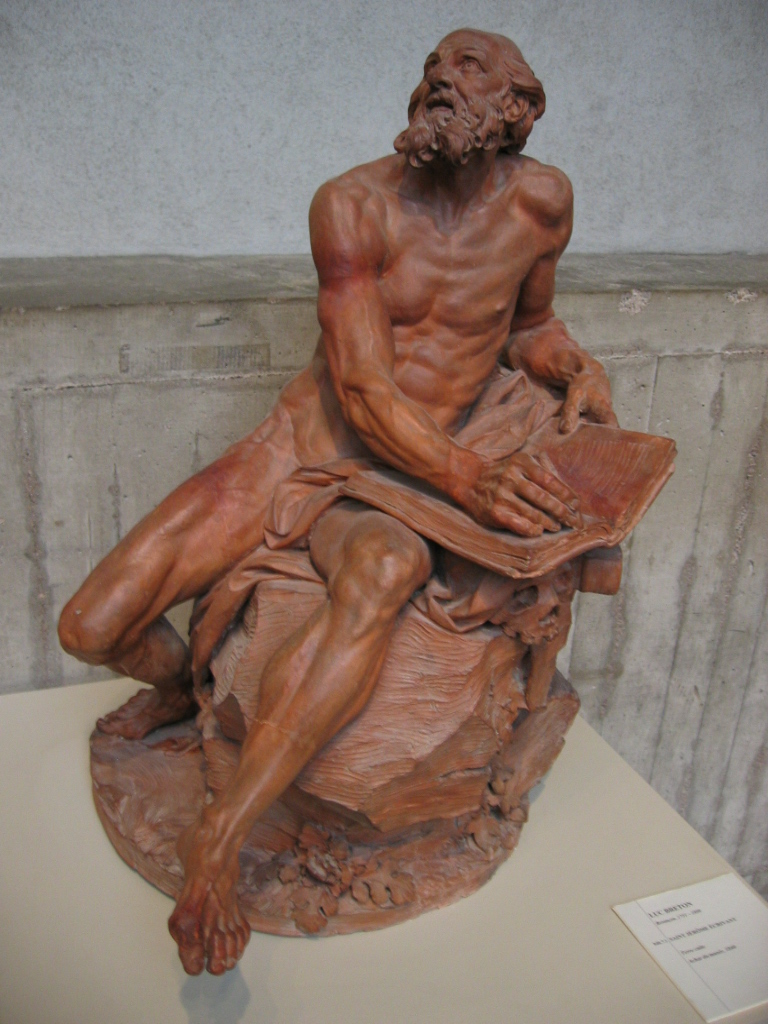
Saint Jérôme, Luc Breton
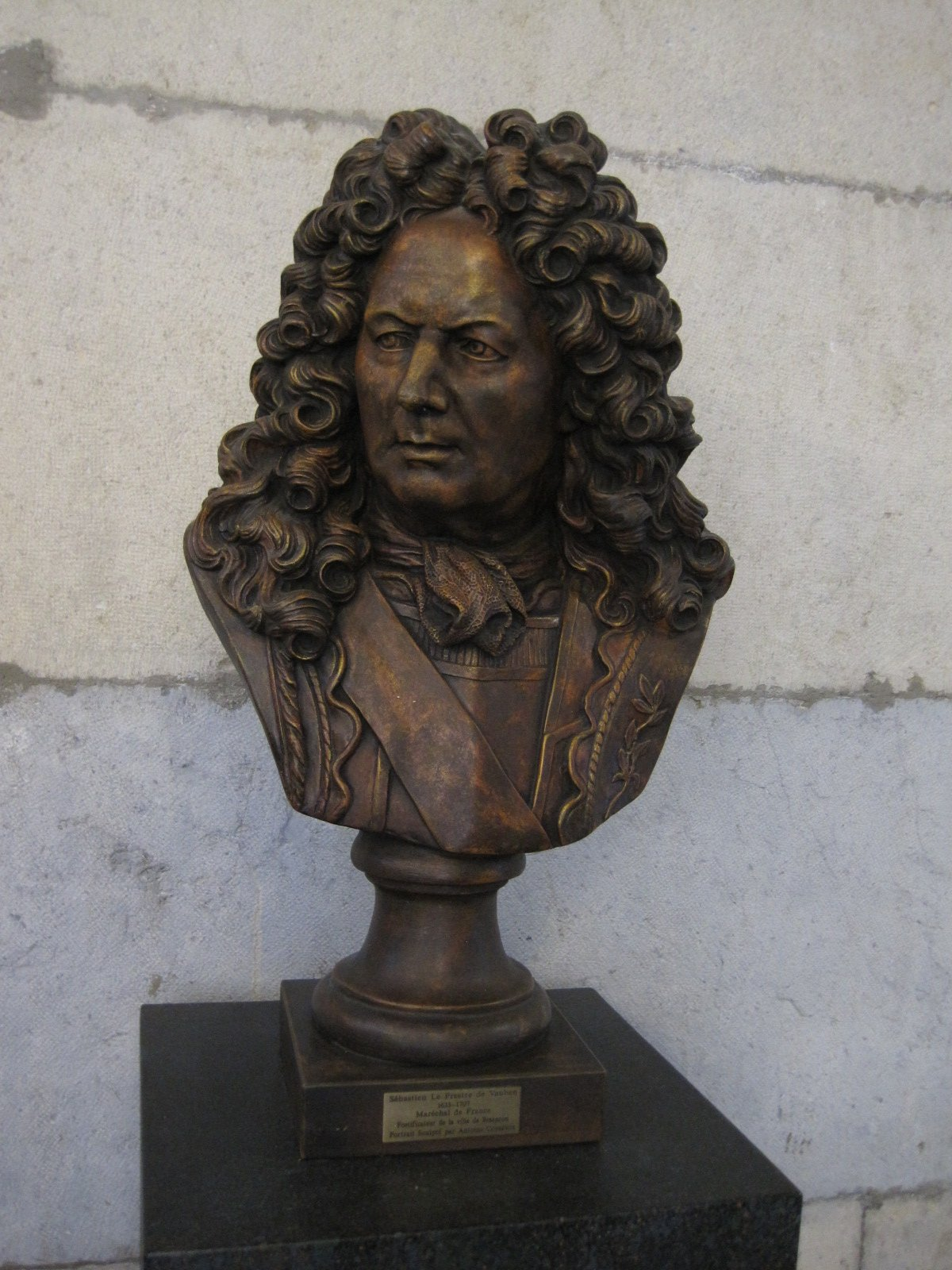
Sébastien Le Prestre de Vauban, Antoine Coysevox
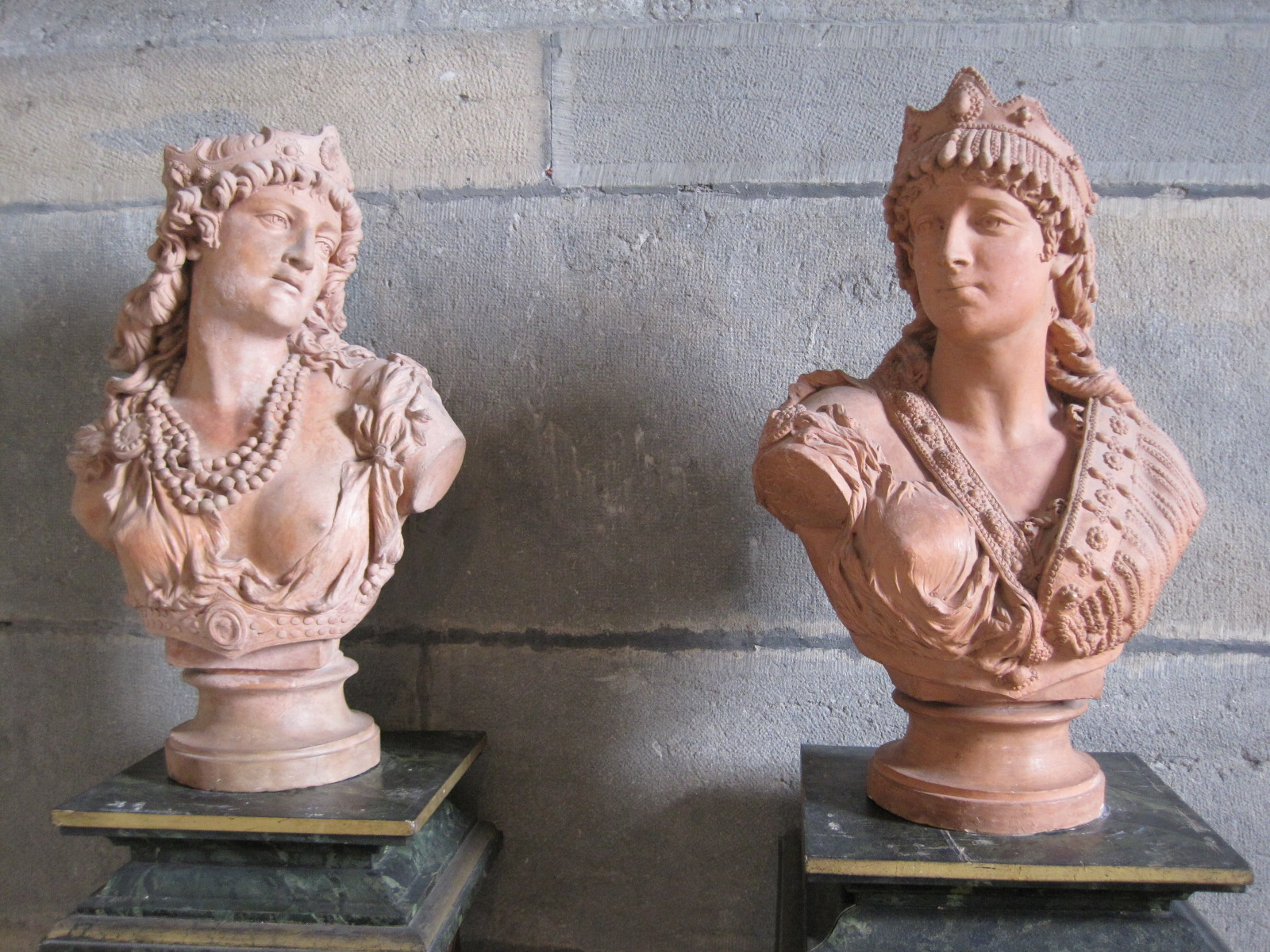
Salomé et Hérodiade, Auguste Clésinger
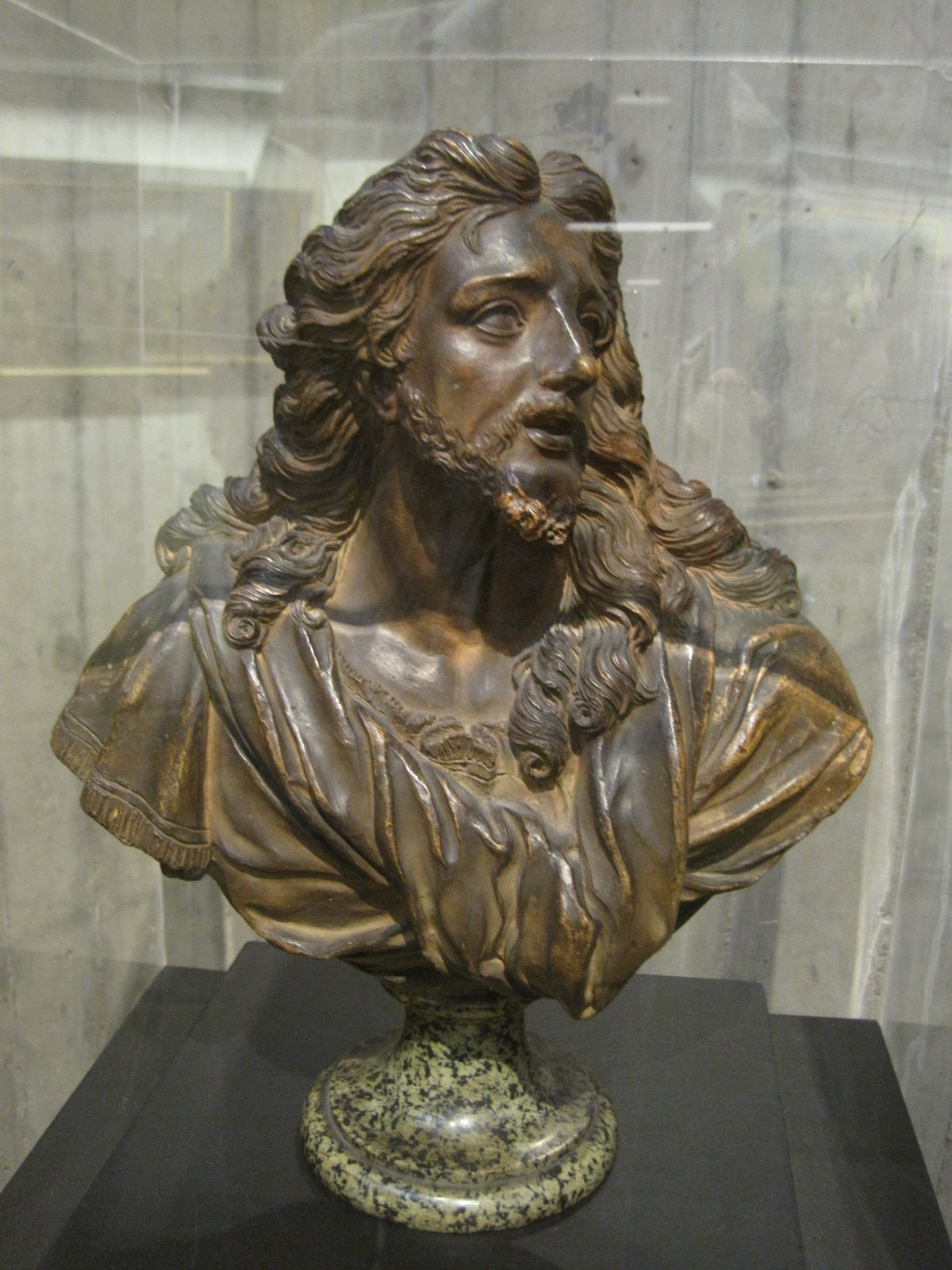
Cristo, Pierre-Étienne Monnot
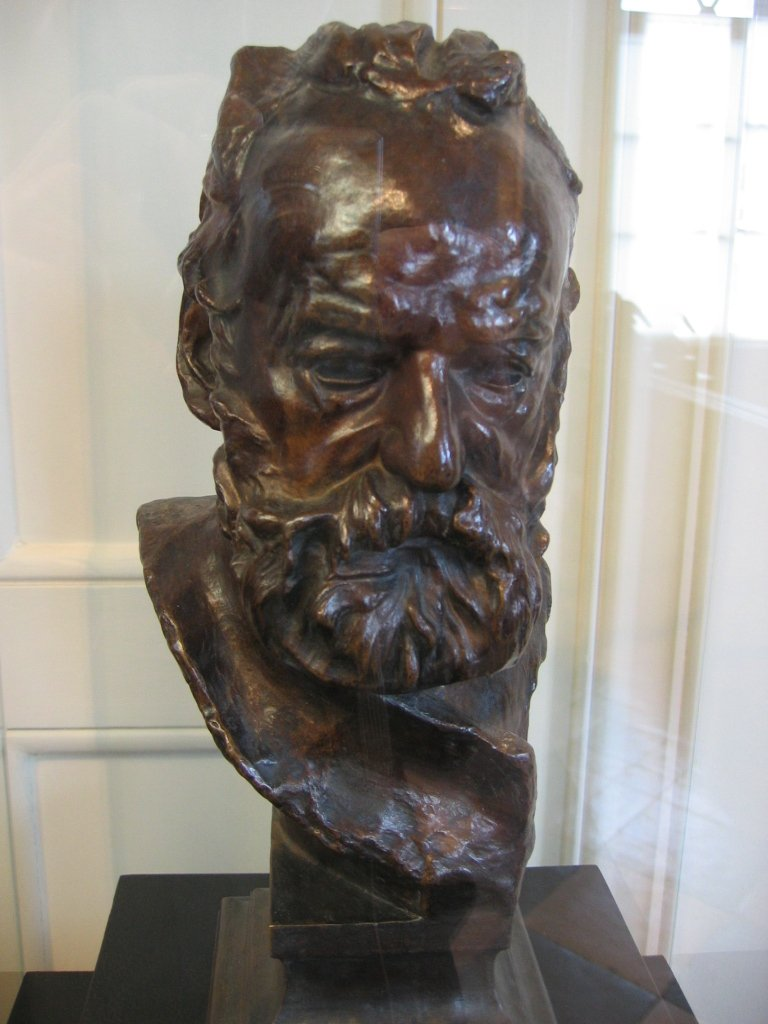
Victor Hugo, Auguste Rodin
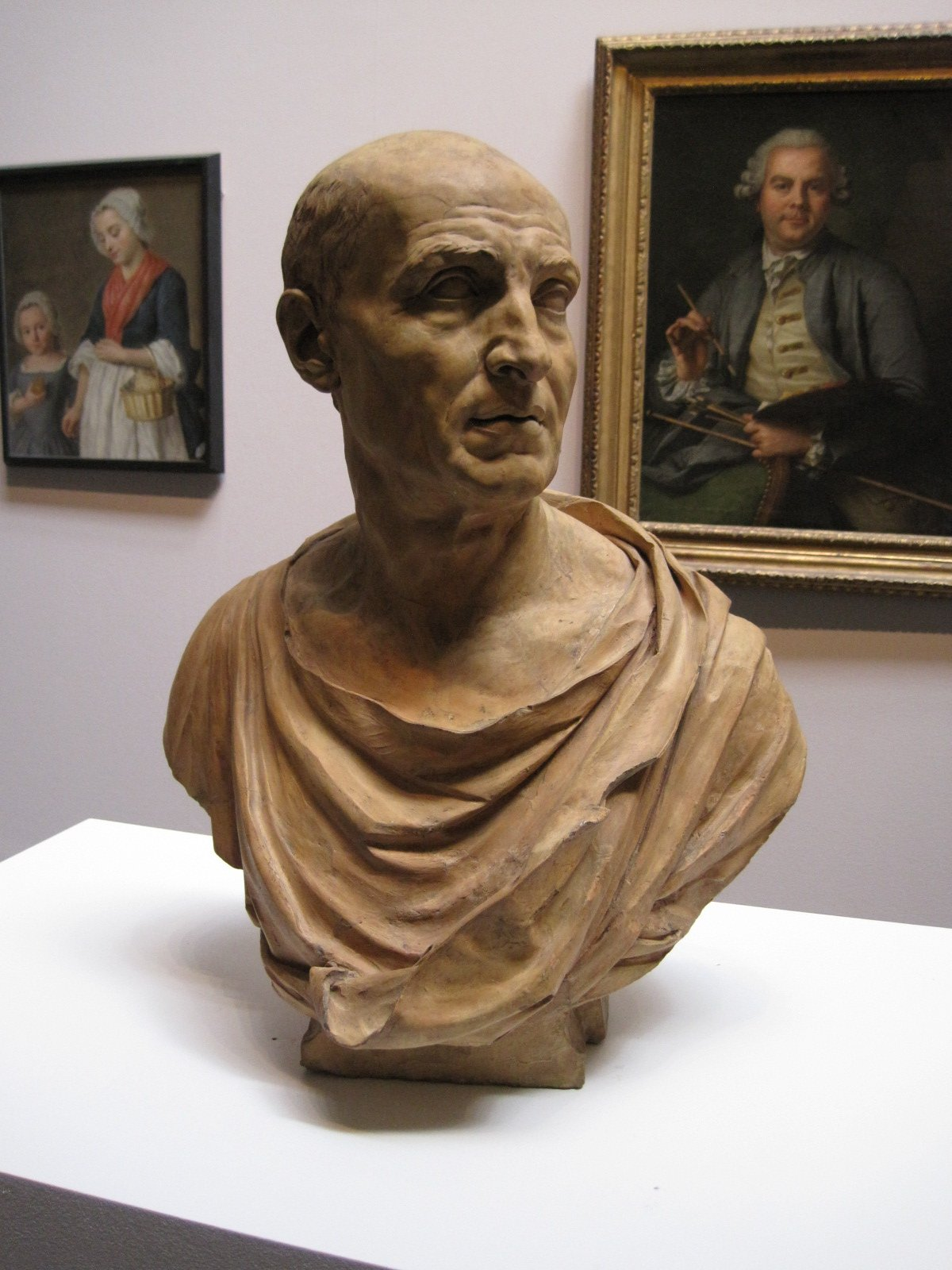
Cicerón, Luc Breton
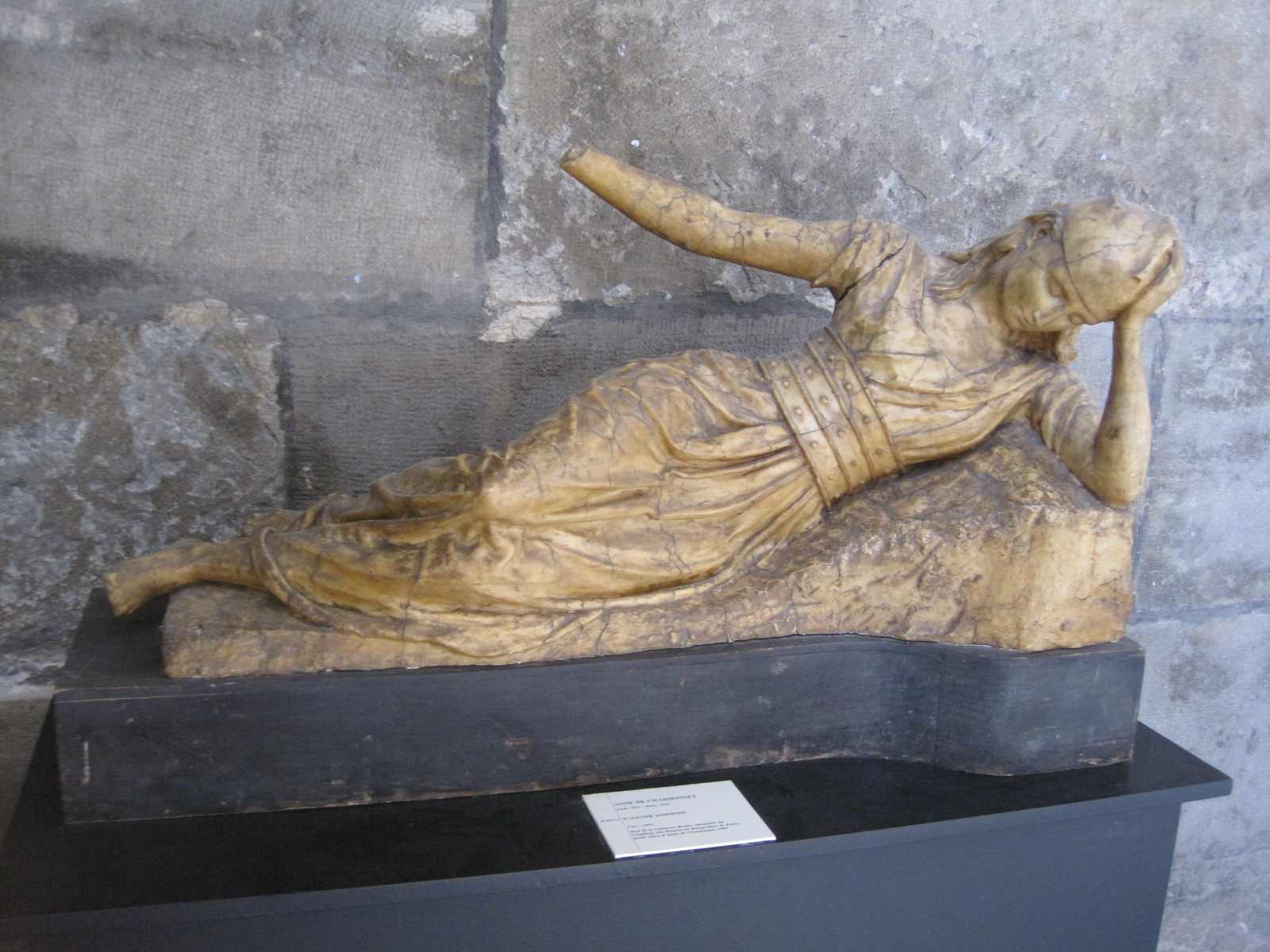
Valkyrie endormie, Anne de Chardonnet

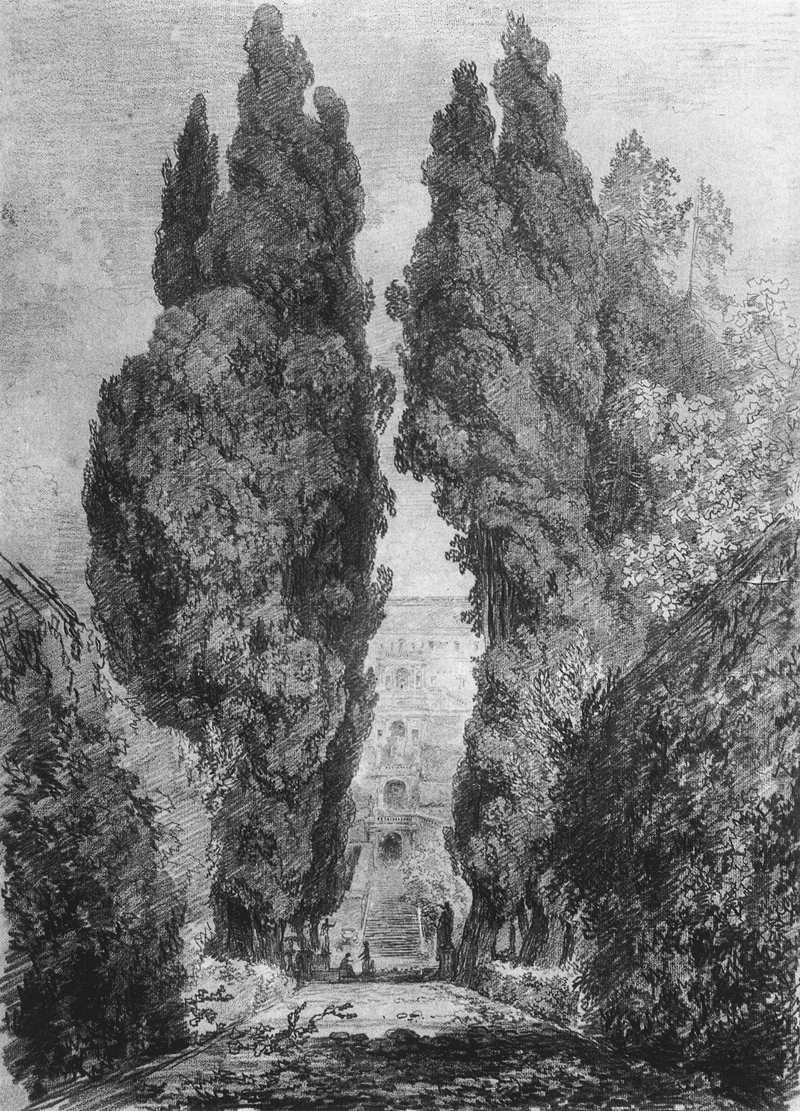
Jean-Honoré Fragonard (1732-1806), Les Grands Cyprès de la villa d'Este, sanguina, 47,8 × 35.4 cm.

### Gabinete de dibujos
El Museo de Bellas Artes y Arqueología de Besanzón posee uno de los Gabinetes de dibujo más importantes de Francia gracias a su conjunto de obras de las escuelas europeas desde finales del siglo XV a mediados del siglo XX. La colección cuenta con más de 5500 dibujos. En ella se encuentran obras de:
- dibujos italianos desde el siglo XV al siglo XVIII: Baroche, Tintoretto, Carracci, Tiepolo...
- dibujos nórdicos del siglo XVI al siglo XVII: Durero, Rubens, Jordaens, Rembrandt...
- dibujos franceses del siglo XVII y XVIII: Poussin, Le Sueur, Vouet, Boucher, Fragonard, Hubert Robert, Watteau...
- dibujos franceses del siglo XIX y XX: David, Géricault, Delacroix, Courbet, Dufy, Albert Marquet, Matisse, Rodin, Charles Lapicque...

## El edificio

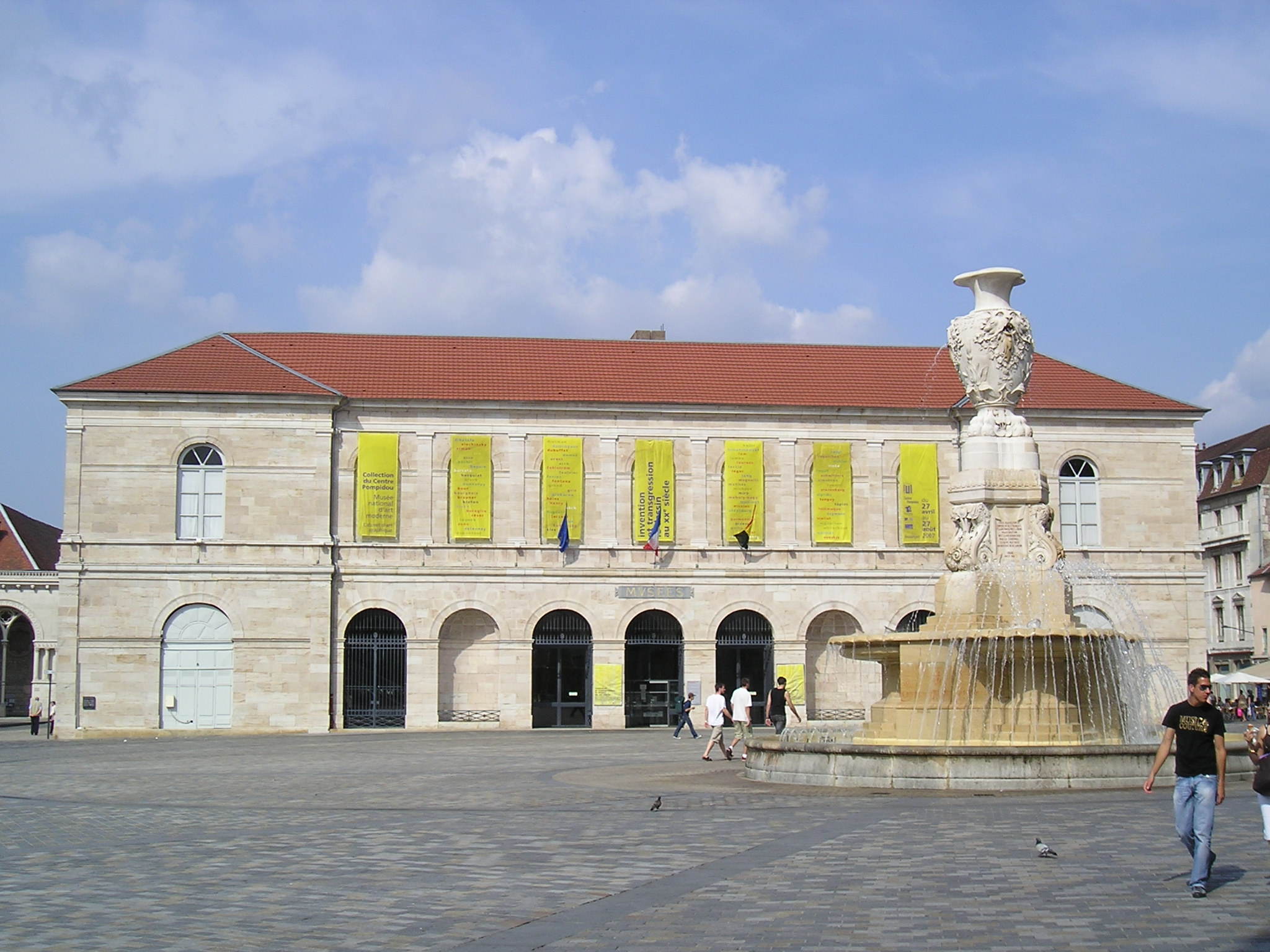
Façade principale du musée.

El museo de bellas artes está ubicado en la plaza de la Révolution, en el centro de la ciudad en «La Boucle» El edificio fue construido para dar acoger una nueva sala de granos, porque la vieja ya no era suficiente para las necesidades de la ciudad. El nuevo edificio fue diseñado por el arquitecto bisontin Pierre Marnotte.
Los trabajos comenzaron en julio de 1834 y no se completaron hasta 1842. Los acondicionamientos interiores fueron completados por Alphonse Delacroix, sucesor de Marnotte. La ciudad decidió instalar en 1843 el museo en el primer piso del edificio, así como la escuela de bellas artes y una sala de conciertos. Luego, a partir de las donaciones, el museo se amplió para terminar usando todo el edificio al final del siglo XIX.
Nuevamente tras la donación de Besson, el museo resultó ser demasiado pequeño, y fue remodelado por Louis Miquel, alumno de Le Corbusier, de 1967 a 1970. El patio interior del edificio se reemplazócon una estructura de hormigón en bruto compuesta por planos inclinados que no se apoyan en ningún momento en la estructura antigua, y solo un sistema de pasarelss conecta las dos estructuras.

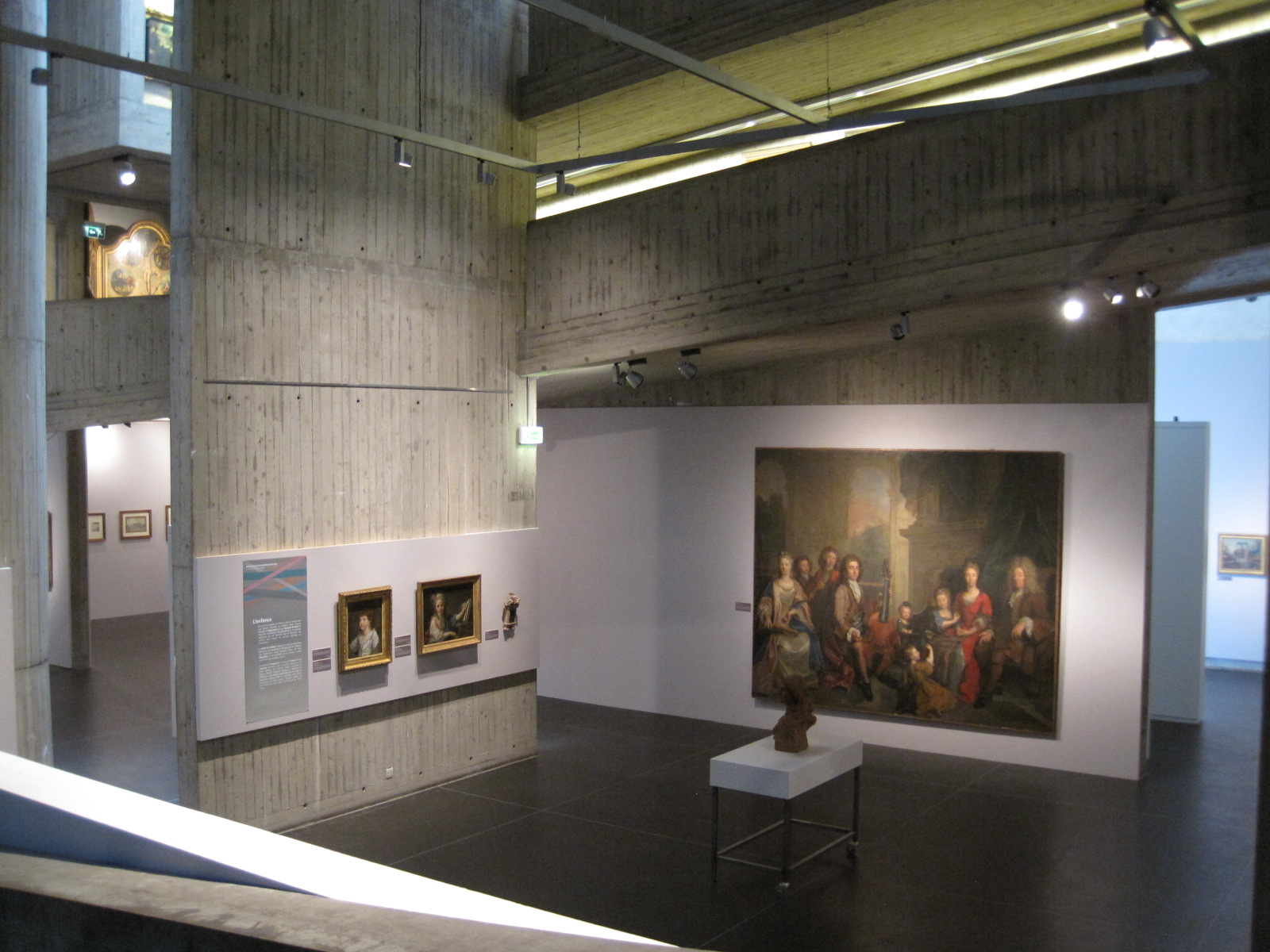
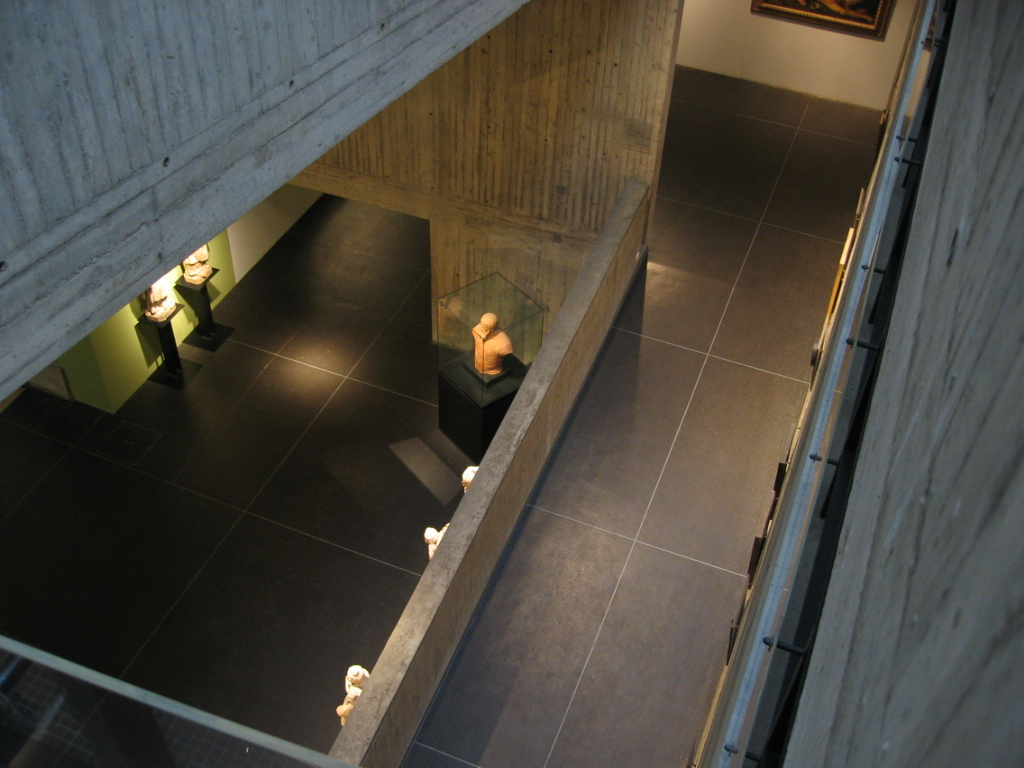
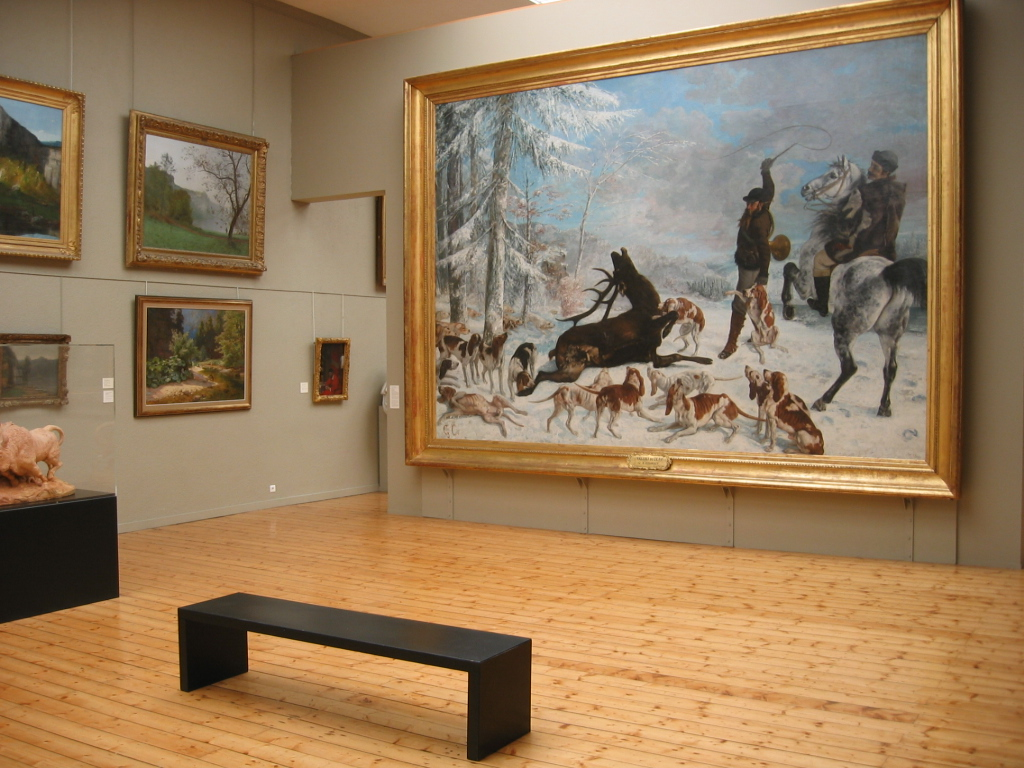
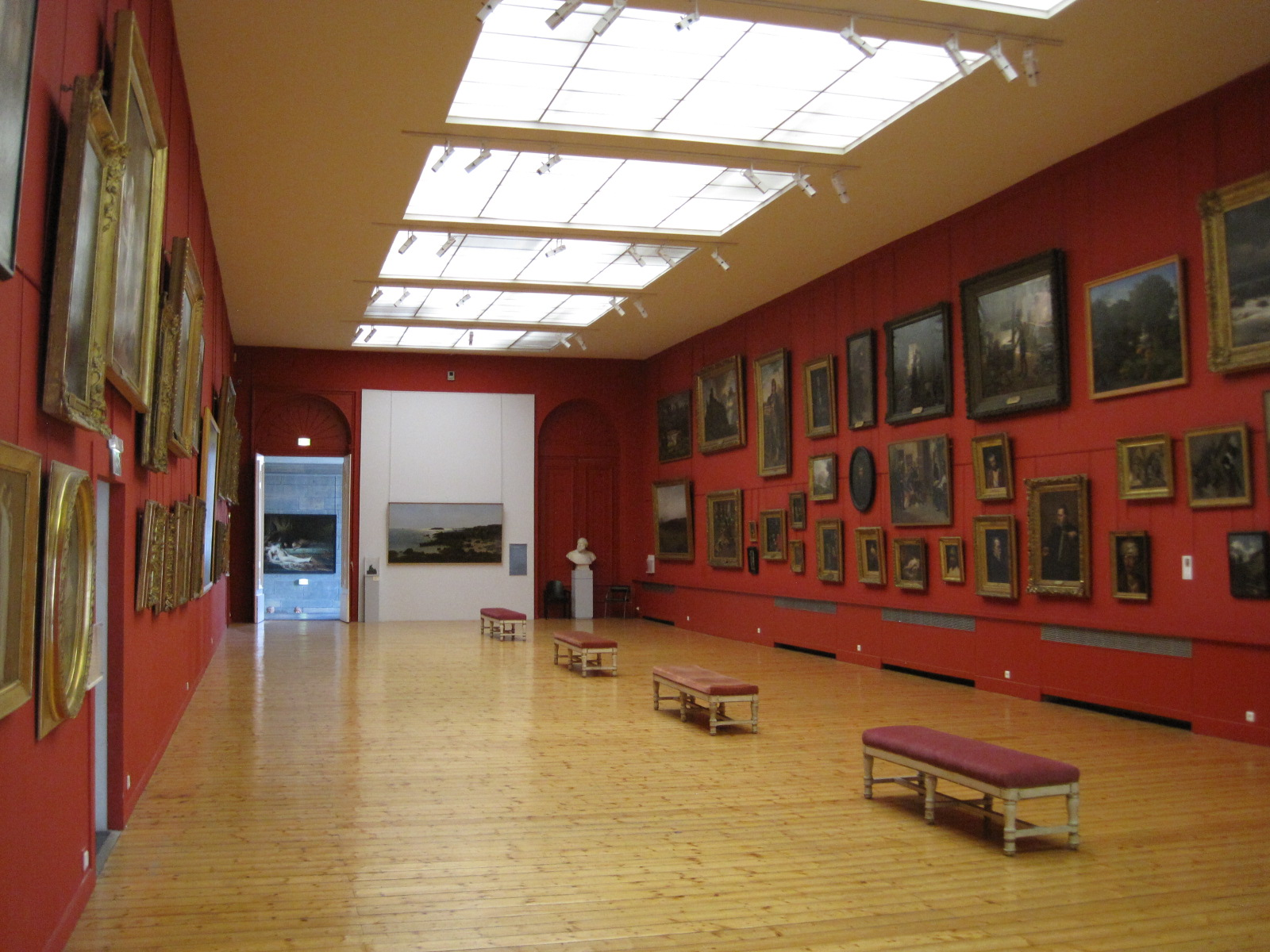

El museo conoció una nueva rehabilitación durante un período de 22 meses a partir de octubre de 2015. Este nuevo proyecto apuntó a aumentar el área de exposición (1000 m2), renovar el gran techo de vidrio que protege el patio del edificio, mejorar la coherencia del circuito de visitas, renovar el vestíbulo de acceso, una nueva tienda y la puesta al día de los sistemas de seguridad.
Durante este período de cierre, las obras del museo se expusieronn en otros museos. Sesenta de ellas del siglo XIX fueron objeto de una exposición titulada «De David Courbet» durante el verano de 2016 en el museo de Bellas Artes de Rennes.